# Conquista de Chiloé
La Conquista de Chiloé, también conocida como campaña o campañas de Chiloé es el nombre que se le da a una serie de operaciones militares ocurridas entre 1820 y 1826, libradas entre realistas (peninsulares y chilotes) y patriotas chilenos por el dominio del archipiélago de Chiloé, último enclave que permanecía en poder de la Monarquía española en el actual territorio chileno tras el fin de la Patria Nueva en 1823.

## Antecedentes

### Contexto histórico
Avistada la isla por primera vez por el navegante español Alonso de Camargo en 1540 y vuelta a visitar trece años después, por un navegante de la misma nacionalidad, Francisco de Ulloa. Sus pobladores nativos eran los huilliches, cuncos, payos y chonos. Conquistada en 1567 por Martín Ruiz de Gamboa y recibiendo una pequeña inmigración europea, después se refugiaron en la isla gran número de personas que huían de la rebelión mapuche de 1598 y que significó la partición de Chile en dos zonas aisladas. También vivieron incursiones de corsarios, la más importante, en 1600, cuando cinco naves holandesas de Baltazar de Cordes tomaron Castro con ayuda de los indios de Lacuy -descontentos con los españoles- hasta que fueron expulsados por sus vecinos y por la aversión que causaron en los huilliches.
Chiloé poseía una enorme importancia estratégica en el Océano Pacífico sur, a medio camino entre Valparaíso y el estrecho de Magallanes. La provincia sufría un crónico aislamiento. Dependía de las rutas marítimas para contactar con el mundo. La ciudad más cercana era Valdivia, que estaba a 40 leguas e igual de aislada, a 120 estaba Concepción y La Frontera, a 200 Valparaíso, principal puerto de Chile, y a 600 Callao, máximo punto con el que se tenía contacto directo y regular, equivalente a 30 o 40 días de navegación. El puerto peruano era el único con el que los isleños tuvieron contacto continuo hasta fines del siglo XVIII. Los chilotes tenían malas relaciones con los araucanos, las malocas del siglo XVII habían causado que los indios los miraran con recelo. Sus territorios se componían de la Isla Grande, decenas de islotes e islas menores y las tierras de la actual comuna de Maullín en el continente. Sin embargo, durante la mayor parte de la Colonia en el continente habitan pocos chilotes, la mayoría son expediciones de reconocimiento enviadas por el gobernador cada tanto o misioneros religiosos. Por su duro clima y difícil geografía, el litoral poniente y meridional y el interior de la Isla Grande estaban despobladas, cubiertas de bosques, sierras y quebradas. Al este y el norte el clima era un poco más benigno y la costa fragmentada en golfos, caletas, ensenadas, canales, penínsulas, islas e islotes permitía establecer radas protegidas de los fuertes vientos. Entre finales del siglo XVIII e inicios del XIX la población isleña creció enormemente, alcanzando las 40 000 a 50 000 almas, después de caer desde la conquista, aunque no hay datos claros del período. Este crecimiento permitió que hubiera suficientes chilotes para repoblar Osorno y Carelmapu. Aunque los chilotes se dividían en indios y españoles en los padrones, ambas categorías incluían a gran número de mestizos, especialmente los españoles pues la diferencia no era clara.
Desde el siglo XVII la población de Castro (única villa de la Isla Grande) se dispersó por temor a los ataques corsarios, quedando la villa vacía y solo visitada en las fiestas religiosas. Los que huyeron a las islitas del mar interior establecieron chacras dispersas ligeramente retiradas de la orilla del mar, ocultas por la topografía y rodeadas de matorrales de arrayán. Solo algunas iglesias y ranchos eran visibles desde las aguas. Los que se establecieron en las ensenadas de la Isla Grande tenían sus casas juntas, encima del mar, sobre pilotes y con la fachada principal mirando las aguas. A su alrededor tenían «corrales» que sustentaban a la familia. En la parte posterior había huertos, chacras o espacios de «monte y pampa» destinados al pastoreo. El clima invernal hacía que cada familia viviera encerrada en su propia casa con poco contacto social. Aunque la gobernación presentó cierta prosperidad en el siglo XVI, ofreciendo oportunidades de enriquecimiento, posteriormente decayó en un periodo de absoluta miseria y nulo comercio de la que solo empezaría a salir a inicios del siglo XVIII. Esta dispersión fue considerada la causa de la ruina religiosa y económica chilota, llevando a las autoridades a fundar San Carlos y concentrar a los isleños en torno a esa villa, Castro y el Chacao. Esto era facilitado por la frondosidad de los bosques, que hacían difícil poblar lejos de las ciudades. Todos los poblados no eran más que «conjunto de chozas» y ranchos, agrupados espontáneamente y sin orden. Gran cantidad de capillas decoraban todo el paisaje. Todos los edificios (incluyendo los fuertes) eran completamente de madera, por su abundancia frente a la ausencia de cal y piedra. El interior estaba forrada por tablas bien unidas, sus pisos eran de tablones de laurel y los techos de paja o «canutillo». A finales del período se había generalizado usar tablas de alerce para los techos y los armazones de caña brava o «coligüe». Tenían usualmente solo una habitación con un sector donde el piso era de tierra para un fogón siempre encendido. El humo complacía a los isleños, decían que conservaba sus techos y cosechas. Usualmente dentro también habían gallinas y otros animales domésticos. Pocas edificaciones tenían cerraduras, la mayoría «tranquillas».
Al este había un mar interior que también separaba el archipiélago del continente, aunque aquella región apenas estaba explorada, cubierta de bosques, con un duro clima y llena de fiordos, lagunas y montañas. Misioneros y comerciantes soñaban encontrar por ahí algún paso que les permitiera llegar directamente a las pampas. Usualmente solo la visitaban los «hacheros» para extraer madera de alerce entre septiembre y mayo, aunque durante las últimas décadas se reporta la existencia de potreros y pequeñas guarniciones en ese litoral. Al sur había incontables islas hasta el Cabo de Hornos habitadas únicamente por indios con los que había poco contacto. Pocas expediciones fueron enviadas a cartografiar o evangelizar la zona, usualmente exigiendo a los locales jurar fidelidad al rey español y prestar sus servicios como vigilantes de esas costas. Esas expediciones siempre eran veraniegas, requiriendo acopiar numerosos víveres, dependiendo de la Real Hacienda o contribuciones voluntarias de vecinos. Usualmente eran una cada año y llegaban hasta el archipiélago Guayaneco o la isla Madre de Dios, ricas en recursos para la supervivencia y retirándose en abril o antes por el clima. Cuando había rumores de que los ingleses habían fundado una colonia en los canales patagónicos se exploraba la zona con una embarcación grande (una goleta o galeote) y otras menores (dalcas o piraguas) para introducirse en los canales.
En 1768 dejó de depender de la Capitanía General de Chile, aunque dicha dependencia se limitaba a que desde Santiago designaban a los gobernadores, pero a mediados del siglo los barcos que viajaban de la isla a Valparaíso o Coquimbo pasaron de uno o dos anuales a cero y se reforzaron los vínculos con el Callao, pasa directamente a manos del Virreinato del Perú y se crea el gobierno de Chiloé. Su estatus era similar a las gobernaciones de Valdivia, Valparaíso y Juan Fernández, aunque sin el carácter presidiario. Ese año, Carlos de Beranger fundó San Carlos de Chiloé (hoy Ancud) con la población de Chacao, más los refuerzos traídos del Perú, agregándose la guarnición que ya tenía el archipiélago. Esta disposición fue revertida en 1788 y se ordenó que  Chiloé volviera a depender directamente de Santiago de Chile y no de Lima, pero no llegó a ponerse en práctica, El plan era convertir a la gobernación en un «antemural» para prevenir cualquier intento de las potencias enemigas de colonizar el Estrecho de Magallanes, la isla Madre de Dios o hasta las Malvinas de una potencia rival. Debido a esto se decidió fortificar el canal del Chacao. Durante la segunda mitad de la centuria el contrabando aumento y eso exigió mejorar el control de las rutas navales, sobre todo porque las reformas borbónicas convirtieron al Cabo de Hornos, en reemplazo de Panamá, como el principal lugar de cruce interoceánico. En la mente de los virreyes, la pérdida de Chiloé equivalía a perder el control de la Patagonia y del Estrecho de Magallanes y dejar vulnerable todos los puertos del Pacífico Sur. Su protección exigía medidas similares a las realizadas en las islas caribeñas. Ese miedo se vio acrecentado en 1741, cuando seis naves inglesas al mando del almirante George Anson cruzaron por el Cabo de Hornos en su vuelta al mundo. En esa ocasión la fragata Wager naufragó al sur del archipiélago y los sobrevivientes, entre ellos el futuro contraalmirante John Byron, fueron trasladados a Chiloé y después a Santiago.
Las autoridades peruanas demostraron desconocer cuáles eran las necesidades chilotas. Durante el gobierno del virrey Carlos Francisco de Croix se llegó a la conclusión que la vinculación no había funcionado y se decidió retrotraer la gobernación a Santiago, lo que nunca se hizo efectivo. A fines del siglo, viendo lo ruinosa que había resultado para la provincia la vinculación tanto con Chile como con Perú, el intendente Francisco de Hurtado sugiere que el virreinato se limite de proveer a la isla de recursos para su defensa y que esta pasé a ser una Capitanía General, como Puerto Rico, Santo Domingo y Venezuela. La vinculación con España sería directa, algo similar a lo que sucedería en el gobierno de Quintanilla.
A finales del periodo colonial, el archipiélago, llamado ocasionalmente «Nueva Galicia» por su clima, se componía de cuarenta islas que sumaban 9500 km². Sus ciudades principales eran San Carlos y Castro, con decenas de pequeños pueblos en sus ensenadas, montañas e islas, especialmente hacia el mar interior. Su economía de subsistencia se basaba en la pesca, la marinería y el cultivo de la papa, cebada, lino y si el tiempo lo permitía, el trigo. En menor medida se cultivaban habas, frijoles, cebollas, ajos, guindas, ciruelas y sobre todo manzanas. Las pocas tierras cultivables se dividían en pequeñas parcelas familiares, donde los campesinos usaban arados de madera curvos o rectos y el estiércol de ovejas como abono. Las autoridades escribieron informes sobre lo pobre y primitiva que era la agricultura en el archipiélago. También se podía comerciar con madera de alerce, producto del que dependía su pobre economía. La «moneda de madera», muy valorada en Lima y que llegó a establecer una «pulgada maderera» para valorar las piezas -12 pies de largo por 10 pulgadas de ancho y una de espesor-. Hasta era usada para escribir, las tablas eran más baratas que el papel. Esto favorece la existencia de buenos carpinteros y herreros muy hábiles en fabricar dalcas, canoas y goletas, habiendo fuerte competencia entre indios y españoles por ese mercado. Al final del período colonial se dejan de fabricar embarcaciones pequeñas y solo se hacen grandes a pedido de la Real Hacienda. Por su calidad, se pensó en convertir a Chiloé en el astillero naval del Pacífico Sur, en reemplazo de Guayaquil. La producción artesanal, realizada por los «plebeyos» (españoles pobres) o indios (hasta la abolición de las encomiendas), se limitaba a confeccionar artículos de madera, sandalías y ropa de lana para Lima. La ganadería se reducía a unas pocas cabezas de bovinos y equinos (para uso puramente militar), un gran número de porcinos (que permitían su exportación al virreinato) y de ovejas (que generaron todo un rubro de ponchos, bordillos y cubrecamas que también se exportaban). Pocos vecinos tenían más de diez o treinta animales. A cambio se importaban paños, cuchillos, pañuelos, papel, vino, aguardiente, sal, azúcar y ají peruanos y yerba mate paraguaya. En esta relación los comerciantes peruanos tendían a ser muy abusivos con los chilotes, obligaban a los gobernadores a regular los intercambios para proteger a los insulares. Ante la escasez crónica de monedas, se recurría al trueque de especies (también llamado permuta o «cambalache»). El gobierno intento introducir el circulante argentífero, pero la madera siguió siendo más usada.
Los navíos virreinales llegaban para comerciar una o dos veces al año a San Carlos, en primavera o verano, formando ferias. La vida económica se concentraba en San Carlos y Castro y por razones climáticas, solo entre noviembre y abril se viajaba a vender por el resto de la Isla Grande. El comercio con Chile es casi inexistente por la competencia peruana y con Valdivia solo se incrementa en la segunda mitad de la última centuria colonial.
El archipiélago terminó siendo una sociedad pobre y rústica pero «de las más militarizadas del Reino de Chile», donde el peso de las milicias trascendía todos los aspectos de la vida. Aunque varias veces se pensó en abandonar la isla y repoblar con su población Osorno, su valor estratégico como primer punto donde anclar después de pasar por el estrecho de Magallanes o el cabo de Hornos lo impedían. Se convirtió a la provincia en una fortaleza poblada de milicias, navíos y fortificaciones que supieron expulsar las incursiones de corsarios holandeses y británicos. Para mejorar su defensa fue puesta directamente bajo la autoridad de Lima desde 1784.
La sociedad se dividía en una especie de nobleza de origen español y que para mantener su pureza de sangre no se casaba con el resto de la población. Descendían de los encomenderos que gozaban los beneficios del trabajo de indios tributarios a cambio de evangelizarlos y protegerlos. El mestizaje y la pobreza hizo que la distinción desapareciera en la práctica; por ejemplo, muchos de ellos realizaban oficios viles y mecánicos. Producto de las injusticias producidas en las encomiendas se enviaron corregidores para proteger jurídicamente a los indígenas. Sin embargo, estos muchas veces no cumplieron con su trabajo y esto llevó a revueltas indígenas, la más importante en 1712. Finalmente, ante el descenso de la población india y el aumento de los mestizos se abolió la encomienda en 1782. Sin embargo, el recelo mutuo nunca desapareció. Unas cincuenta encomiendas se repartían entre los nobles, además de otras tres para los jesuitas, mercedarios y franciscanos, que no podían ejercerlas directamente y estaban a cargo del gobernador. Debajo de esta aristocracia estaban los «Españoles Medios», de origen peninsular pero sin alcurnia y en la base los plebeyos, es decir, indios y en menor número mestizos, todos pobres, con pequeñas propiedades agrícolas y pocos animales (la situación económica de la nobleza muchas veces no era mejor). Los propios indios estaban divididos en veliches y payos, que trabajaban en las encomiendas; los huilliches que vivían al norte del canal del Chacao y que por defender como «reyunos» la frontera norte estaban exentos de tributos; y los «neófitos», que vivían en las misiones de la zona sur y estaban libres también de las encomiendas. La presencia de los jesuitas fue importantisíma para el desarrollo cultural de la isla, a la que posteriormente se le unieron las otras órdenes. Crearon un sistema de «Misión Circular», desde septiembre a mayo los misioneros o «patírus» recorrían en dalcas las costas para visitar las diferentes capillas. Permanecían en cada una un par de días y después designaban un «fiscal», feligrés local, a cargo de la vida religiosa del poblado por el resto del año. Cada dalca llevaba seis indios bogadores, un sacristán y un piloto. Por esto la mayoría de las capillas u «oratorios» estaban junto a la playa, para facilitar la reunión de la población durante las visitas. También fueron los encargados de la educación en las islas.
El gobernador de la isla estaba a cargo de asuntos políticos, administrativos y militares. Designaba a dos tenientes, uno venido entre sus capitanes para los asuntos militares y otro venido de los vecinos para la política. Había un comisionado de justicia para la provincia y varios «Alcaldes Ordinarios» que debían impartirla. La hacienda estaba a cargo de dos oficiales de las Cajas Reales que cobraran tributos, impuestos a los navíos y grávamenes al tabaco, los naipes, el papel sellado, las bulas y los diezmos. Existía un diputado con derecho a representar a los más pobres sobre posibles abusos en los precios. El cabildo de Castro representaba los intereses de la élite blanca de la isla, y lo formaban un corregidor, dos alcaldes ordinarios, seis regidores y un escribano, todos miembros de esa élite. El corregidor, el «Capitán Aguerra» -encargado de entrenar las milicias- y la justicia mayor eran nombrados por el gobernador. Había pocas posibilidades de ascenso social y educación para los más pobres. Cada vez que un gobernador terminaba su mandato se lo sometía a un juicio de residencia, una investigación sobre posibles abusos o corruptelas que se hubieran dado en su mandato, usualmente marcado por conflictos con la población. De hecho, muchos no acababan sus periodos, expulsados por esquilmar con sus negocias a la población o hastiados del aislamiento pedían un traslado. Otros acababan enfrentados a la nobleza, que tendía a actuar unida para reclamar ante la Corona contra lo que consideraba abusos de las autoridades. La isla se dividía en diez partidos que tenían 83 pueblos o «capillas» de españoles, indios o mixtos. En 77 vivían indios tributarios. Cada pueblo tenía un lonco, dos alcaldes que ejercían sus cargos por un año, un alguacil mayor, un gobernadorcillo, un sargento mayorcillo y un ayudantillo. Para defender en los casos legales los indígenas tenían un protector o coadjutor, un vecino chilote, pero éste varias veces prefería ayudar a los encomenderos; fueron abolidos junto a las encomiendas. Había dos procuradores para defenderlos, en Castro y Chacao.
Después de las reformas borbónicas, el cabildo permaneció en Castro mientras que la administración colonial fue a San Carlos. De hecho, los gobernadores rara vez conocían el interior de la isla por lo que el control del cabildo era mayor en esas áreas.

### Tradición miliciana
El ejército realista en América se dividía en tres: «el ejército de dotación», tropas de línea formadas principalmente por americanos, «el ejército de refuerzo» o «ejército de operaciones en Indias», unidades peninsulares enviadas en expediciones a distintas regiones cuando era necesario reforzar a las americanas, y las «milicias», dirigidas usualmente por comerciantes y terratenientes y simbolizaban la fidelidad al rey como ser miembro de la «nobleza de Chiloé».
Chiloé terminó contando con una guarnición permanente de 395 soldados de línea más ingenieros e instructores militares, todos pagados por el Real Situado enviado por el virrey limeño. También había 2000 milicianos, reclutados entre los vecinos y pagados por el propio gobierno provincial. El Real Situado eran 40 000 pesos que se suponían anuales pero usualmente llegaban con dos o tres años de atraso (otras fuentes lo elevan a 50 000). Las milicias se concentraban en la costa y alrededor de Castro, los regulares guarnecían Calbuco y San Carlos. Una compañía de artilleros estaba siempre lista para evitar el cruce de cualquier invasor por el canal de Chacao. Para finales del siglo XVIII, la sociedad chilota era muy pobre, tradicionalista y altamente militarizada. Para el gobierno colonial la isla era vital, su pérdida significaría desguarnecer todo Chile. Las milicias se consideraban «hombres leales y amantes del Rey» que defenderían apropiadamente la isla, pero nunca se consideraba la falta de estímulos y que deben costar ellos mismos su equipamiento. Servir en la milicia era una obligación para todo español varón adulto, tanto que era sinónimo de haber servido y ser blanco. Se enrolaban a partir de los 16 años y podían ser llamados hasta los 40, quedando su vida determinada por los llamados a las armas. Para mejorar la calidad de estas unidades, entre 1780 y 1783 se envían mil fusiles y dos oficiales desde Lima para entrenarles. El número de milicianos fluctúo durante el siglo XVIII entre los 1300 y 2900. En 1741 eran 1396, en 1755 crecen a 1600, cuatro años después son 1619 (17 compañías de infantería de 60 hombres cada una, 6 de caballería con igual número de miembros y una de nobles formada por 193 vecinos beneméritos de Castro), en 1768 Beranger las organiza en el regimiento de milicias de Castro (1192 infantes en dos batallones divididos en 18 compañías y 267 jinetes en un escuadrón de 5 compañías). El ingeniero militar Manuel Zorrilla, en 1781, escribió un informe recomendando concentrar las milicias en Chacao, San Carlos y Castro, que sumaban entonces 1145 infantes, 608 jinetes y 28 artilleros. Además, recomienda reclutar para el servicio 300 hombres anualmente, lo que permitiría contar en pocos años con 1500 a 2000 milicianos entrenados y disciplinados. En 1784 otro ingeniero militar, Manuel Pineda, señala que no se respeta la organización de batallones o regimientos, solo de compañías, así que aconseja organizarlas como las milicias regladas cubanas. En 1805 los informes virreinales hablan de 2160 milicianos de infantería disciplinada en la provincia.
La tradición de milicias era antigua en Chiloé, pero también la presencia de tropas regulares. Durante todo el siglo XVIII los gobernadores no dejaron de solicitar el envío de nuevas unidades. Y eso que en la centuria anterior hasta el 50% de los vecinos españoles eran, de hecho, tropas regladas ahí instaladas. Sin embargo, su disciplina no es la mejor. Muchos gobernadores solo usaban a las tropas para recaudar los diezmos o tributos, otros les daban permisos para que encontraran trabajos con los que subsistir. Los soldados eran guardias pero también vigilantes, sobre todo de los indios, nunca completamente fiables. La población indígena durante el siglo XVI sufrió traslados masivos al continente, pasando después a una situación más estable. Los pleitos entre españoles e indios llegan a los tribunales, estos últimos son acusados de hacer juntas en lugares remotos para organizar la obstaculización de varias obras. Muchos siguen en encomiendas, tanto que en 1768 por orden del virrey Manuel de Amat y Junyent se les ofrece liberarlos de servir en la construcción del fuerte San Carlos. El armamento de las tropas incluía picas armadas con pólvora en sus astas, lanzas, arcabuces y mosquetes, aparte de la artillería.
La vida desagradaba a los oficiales y soldados allí enviados. En 1806, el virrey Abascal llega a Lima con oficiales peninsulares y organiza una brigada de tres compañías de infantería y una de caballería. Esta contaba con 400 veteranos españoles y peruanos y 700 milicianos reclutados en Chiloé y Valdivia, muchos de ellos probablemente eran guarniciones de los fuertes y solo deseaban volver a Lima.

### Juntas de gobierno
A comienzos del siglo XIX, toda Hispanoamérica se vio sumergida en una ola de revueltas separatistas que ponían en jaque al tricentenario Imperio español. Chiloé, junto a Valdivia -y Osorno-, eran dos provincias bastante aisladas del resto de Chile y con fuertes lazos con el virreinato peruano, así que rápidamente se convirtieron en los principales baluartes de la causa monárquica. Ambas provincias compartían una identidad diferenciada, fuertemente católicas, tradicionalistas, regionalistas y marineras. Del mismo modo, los predicadores franciscanos consiguieron la adhesión mayoritaria del campesinado de «la goda Chillán», Concepción, Talcahuano y la mayoría de las tribus mapuches, destacando su lucha guerrillera, especialmente en la posterior Guerra a Muerte, entendida como una expresión de rebelión de los sectores marginales de la sociedad. Después de la victoria patriota, los franciscanos fueron expulsados del país. La élite de Concepción, tras fracasar el proyecto de su propia junta de gobierno y enfrentada al proyecto centralista de sus pares de Santiago, capital de la Capitanía General, se convirtió en el principal núcleo realista. Como puede apreciarse, la división durante la guerra no era entre «americanos autóctonos» contra españoles, sino ideológica y/o regional; hubo algunos peninsulares que combatieron por la independencia «en beneficio de su ideología liberal y quizás su pertenencia masónica», y los realistas no eran «tropas foráneas» españolas sino principalmente chilenos.
La Primera Junta de Gobierno se preocupó mucho de la estratégica isla de Chiloé, temor que se demostraría cierto, pues fue base de las expediciones realistas de 1813 y 1814. La isla estaba protegida por su clima y sus costas desmembradas, surtía de madera y hombres en edad militar a las fuerzas virreinales. Sin embargo, estaba demasiado ocupada, primero se inició un conflicto entre exaltados, que exigían la independencia total de España, y moderados, que deseaban reformas y estabilidad dentro del imperio, por controlar el Primer Congreso; después, los motines y conspiraciones que enfrentaron a la junta santiaguina con sus símiles de Concepción y Valdivia.
Al movimiento juntista todo Chile se sumó en sus comienzos, incluso Valdivia. Solo el cabildo de Castro se mantuvo desde un principio leal a las autoridades nombradas por la Corona española con su negativa a obedecer órdenes de ninguna junta de gobierno. Al menos unos 2000 chilotes sirvieron en el Ejército Real de Chile en el continente, desde el Valdivia al Altiplano. Destacándose en las acciones de Chillán (1813), Rancagua (1814), Venta y Media, Sipe-Sipe (1815), Valdivia (1820) y Ayacucho (1824), entre otras.

### Chilotes en la Patria Vieja

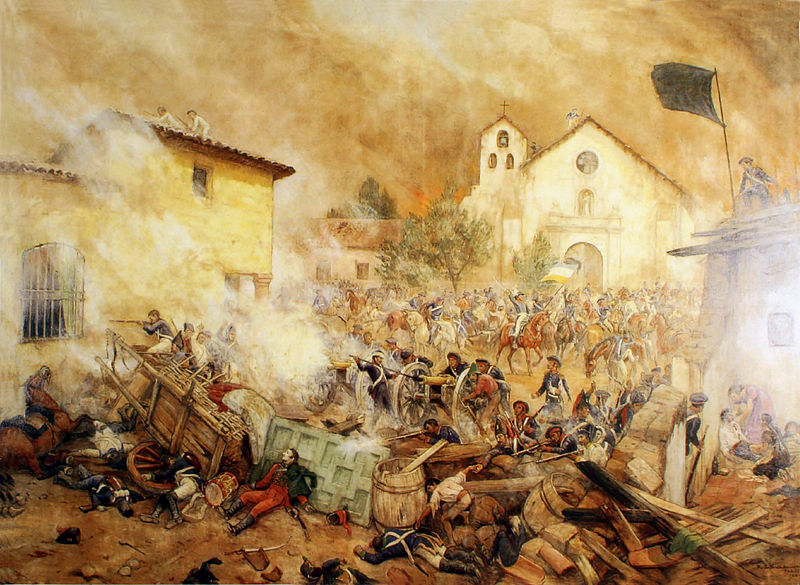
La batalla de Rancagua, librada entre el 1 y el 2 de octubre de 1814. Óleo de Pedro Subercaseaux que muestra los últimos momentos del enfrentamiento.

El gobernador  de la isla desde 1804 y ex intendente de Arequipa, el brigadier vigués Antonio Álvarez y Jiménez, se mantuvo fiel a las autoridades de la península y en 1811 hizo un llamado a elegir representantes para las Cortes de Cádiz. Dio refugio a Alberto Alejandro Eagar, gobernador realista de Valdivia depuesto el 1 de noviembre de 1811.
Su primera acción bélica fue el desembarco de 200 isleños en Carelmapu en mayo de 1812, marchando hacia el norte, entrando sin oposición en Osorno el 26 de junio. Su objetivo era apoyar a los oficiales monárquicos que había recuperado el control de Valdivia el 16 de marzo de ese año. Su guarnición era vital, 1000 quizás hasta 1500 soldados de línea bien pertrechados que se pasaron a ese bando. Tras conocer de estas noticias, el virrey peruano, José Fernando de Abascal, envió 20 oficiales, 50 soldados, 25 000 a 50 000 pesos y numeroso armamento, vestuario y equipo militar en cinco navíos para reclutar un ejército en Chiloé. Al mando de la misión estaba el brigadier Antonio Pareja. Zarparon el 12 de diciembre en el Callao y fondearon en San Carlos el 18 de enero de 1813. El virrey no tenía tropas para enviar a Chile, así que debía confiar en movilizar a las fuerzas locales. Aunque varios historiadores sostienen que los chilotes aportaron gustosos a sus jóvenes, otros estudios sugieren que hubo descontento y mucha crítica al nuevo gobernador, coronel cubano Ignacio María Justis y Urrutia.
Se iniciaba una larga y agotadora guerra para los isleños. Esta se divide en dos etapas, la primera entre 1811-1818, contingentes de chilotes llevaron la guerra a territorio continental. En la segunda, 1818-1826, se mantuvieron a la defensiva, esperando refuerzos de España y Perú que jamás llegaron, mientras la guerra se aproximaba cada vez más a su territorio.
En tres meses de recluta y entrenamiento, Pareja organizó el batallón Voluntarios de Castro a cargo del sargento mayor José Rodríguez Ballesteros (800 plazas), batallón Veterano de San Carlos del capitán Carlos Oresqui (450 plazas) y una brigada de artillería operando ocho cañones comandada por el teniente Tomás Pla (120 plazas). Aunque otras fuentes dicen que solo eran 761 soldados de infantería. El 17 de marzo salieron de San Carlos, atracando en Valdivia tres días después; ahí se les sumaron el batallón de infantería de la plaza (600 efectivos) y una brigada de 100 soldados operando 12 piezas. La flotilla se componía de tres fragatas, un bergantín y dos pequeñas goletas traídos del Perú, y una fragata y una lancha cañonera que estaban en Valdivia.
De los que partieron, muy pocos volvieron a sus hogares. A los oficiales peninsulares se les unieron españoles instalados en la isla. Además, el párroco de San Carlos les dio un emprestamo por 4500 pesos en oro de la época, el primero de muchos. El 26 desembarcaron en San Vicente, ocupando rápidamente Talcahuano y Concepción sin mucha resistencia gracias al coronel puertorriqueño Ramón de Jiménez Navia, quien entregó las plazas junto a 20 cañones de distinto calibre, 530 fusiles, 173 pares de pistolas, 514 espadas de caballería, 1517 de golpe, 1369 lanzas, 4000 balas de cañón, 27 700 cartuchos de fusiles, 200 quintales de pólvora y demás pertrechos. El 1 de abril Pareja contaba con 3560 infantes, 300 artilleros operando 36 piezas de a cuatro, seis y ocho, y 250 dragones a caballo con abundantes fusiles, sables y pistolas de repuesto. Siete días después salieron 3035 fusileros y artilleros hacia el norte. El 15 de abril entraron en Chillán, donde se les unieron 2000 milicianos. Durante el camino se les sumaron las guarniciones, centenares de milicianos de Ñuble, tropas de los fuertes de La Frontera y algunos araucanos. También se les unieron personas que se destacarían en la lucha comandando tropas, como los comerciantes españoles Ildefonso Elorreaga y Antonio de Quintanilla, el rioplatense Manuel Barañao y el chileno Clemente Lantaño, entre otros. Los mandos incluían peninsulares, chilenos, peruanos y al rioplatense. La fuerza de Pareja alcanzaba los 2000 fusileros, 2000 a 3000 milicianos -lanceros a caballo-, 200 artilleros y 25 cañones, sin olvidar el apoyo araucano. Todo ello con poquísima ayuda exterior y casi sin peninsulares en sus filas. Una fuerza formada principalmente por milicias más algunos refuerzos peruanos y españoles, principalmente los primeros.
Sin embargo, la mayoría de las tropas de línea eran chilotes y valdivianos y desconfiaban de los milicianos chilenos después de la muerte del jefe Juan Tomás de Vergara por fuego amigo; muchos de los primeros reclamaban a sus oficiales poder volver a sus casas. Para ellos su misión era reconquistar Concepción, lo que se había conseguido, no avanzar sobre Santiago, además la sorpresa patriota en Yerbas Buenas el 27 de abril había mermado su moral. Finalmente, los contingentes se negaron a cruzar el río Maule. La desconfianza de chilotes y valdivianos se mostró correcta, tras iniciar la retirada al sur, la mayoría de los milicianos desertaron y se pasaron al ejército rebelde de la Junta de Santiago. En junio Justis volvió a la isla, donde se dedica a reunir y enviar dinero y refuerzos. En septiembre llegan algunos enviados del virrey a ayudarlo en la labor. En noviembre zarpó de Callao a San Carlos el bergantín Potrillo con el sargento mayor Ramón Jiménez Navía para recaudar 8000 pesos que llevó a Arauco y dar órdenes de organizar un nuevo batallón. En aquel mes los realistas se había apoderado de la cuenca del Biobío y la zona de Arauco, restablecido las comunicaciones con Valdivia y Chiloé y aislar a Carrera en Concepción.
Los realistas se refugiaron en Chillán, permaneciendo la iniciativa bélica en manos de los patriotas. El cambio vino con la llegada a Arauco de 200 soldados del Regimiento Real de Lima al mando del brigadier Gabino Gaínza el 31 de enero de 1814 en una corbeta y un bergantín, y de un cañón y un batallón de chilotes de 600 milicianos (aunque otras fuentes varían entre 300 a 700) llegados quince días antes en dos fragatas mercantes. Para ese entonces, las unidades chilotas en el continente estaban curtidas en varios combates y eran auténticas tropas veteranas aunque veían con malos ojos el trato preferente que recibían los pocos soldados de origen peninsular. Les molestaba las diferencias de salarios entre criollos y españoles, por ejemplo, un coronel y un cirujano europeos ganaban 5 y 2 veces más que sus contrapartes americanas.
Gaínza, que había reemplazado al fallecido brigadier Pareja, reavivó la guerra contra los patriotas sucediéndose durante tres meses varios enfrentamientos pero que no produjeron resultados concluyentes y solo agotaron y dejaron en pésimas condiciones logísticas a ambos bandos, por lo que luego de varias negociaciones se firma el Tratado de Lircay. El pacto provocó una breve guerra civil patriota entre carrerinos y o’higginistas y el reemplazo de Gaínza por el general Mariano Osorio, acompañado por un batallón del Real Regimiento de Talavera de la Reina (550 plazas) y media compañía de artillería (50 plazas), en julio. Ese batallón se volvió la élite de sus fuerzas. Tras la batalla de Rancagua entre el 1 y 2 de octubre, los primeros realistas entraban el 5 de octubre en Santiago. Siguieron llegando en los días siguientes, hasta que las últimas unidades y su comandante en jefe llegaron el día 9. Con una compañía de chilotes el capitán criollo Leandro Castilla y el comandante Manuel Cordones ocuparon Copiapó a fin de año, manteniendo la paz con un régimen de orden muy riguroso que incluyó como primeras medidas llamar a las armas a la población local. Era la primera vez que la guerra llegaba hasta esas poblaciones.
Osorio intento una política de reconciliación efectuando solo los castigos considerados ejemplificantes, pero a la larga las campañas de represión llevarían a que parte importante de la población de la capital se pasara al bando patriota. Algo que fue decisivo para el curso de la guerra. El papel de Chiloé y Valdivia había sido fundamental en hombres, dinero y alimentos para lograr derrotar a los patriotas y reconquistar Chile. Sin embargo, el gobierno español fue ingrato con sus veteranos; 200 lisiados pudieron volver, fueron de los pocos que lo lograron, y recibieron una asignación mínima, viéndose en la necesidad de mendigar.

### Chilotes en la Reconquista y en el Alto y Bajo Perú

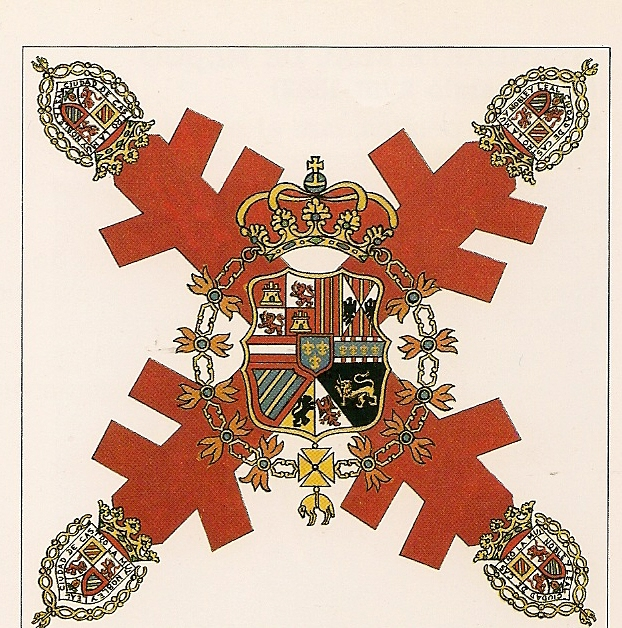
Bandera Coronela del Batallón de Voluntarios de Castro.

Después de pacificar Chile, Osorio planeaba cruzar los Andes por los boquetes del sur y tomar Mendoza y San Juan con una tropa de 2000 infantes, 1000 jinetes y 200 artilleros, todos veteranos bien armados y altamente motivados. Pero a comienzos de 1815 debió enviar 1150 soldados, bajo los mandos de los coroneles Rafael Maroto y José Rodríguez Ballesteros, a ayudar a sofocar la rebelión del Cuzco y a pelear en el Alto Perú. Entre estos estaban la mayoría del regimiento de Talavera y el batallón de Voluntarios de Castro –o de Chilotes-, reclutado inicialmente por Pareja. Otros 300 chilotes fueron reclutados para reemplazar las bajas de los Talavera. Los chilotes combatieron en el Alto Perú, destacando especialmente en Sipe-Sipe, el sometimiento de las republiquetas y la Invasión Grande a Salta. Permanecieron en Charcas hasta 1820, volviendo al actual Perú, batallando hasta la Capitulación de Ayacucho, epílogo de la guerra de independencia, el 9 de diciembre de 1824. Para ese entonces no quedarían muchos de los chilotes originales, las bajas en la década de combates habrían sido cubiertas con reclutas altoperuanos. Según el punto 2 de la Capitulación, después de entregar las armas, los realistas podían embarcarse para España pero tenían prohibición de ir a territorios americanos bajo poder monárquico. En el 13 se explícita que los barcos españoles tenían autorización de repararse, avituallarse y viajar a la península ibérica pero no podían comprometerse en combates durante el viaje ni desviarse a Chiloé u otros puertos americanos bajo poder español. Sin embargo, muchos soldados embarcados en Perú llegaron a Chiloé, donde Quintanilla los usaría para reforzar a las milicias locales, mermadas por años de guerra, y subir el ánimo de los habitantes por la causa. Se sabe que unos pocos chilotes lucharon bajo el mando del general Pedro Antonio Olañeta durante la última resistencia en el Alto Perú.
Por su parte, el batallón de Chiloé, la otra gran fuerza formada de chilotes por el brigadier Pareja, permaneció en el Reconquistado Chile. Durante la Guerra de Zapa, se enfrentaron a las montoneras patriotas lideradas por Manuel Rodríguez que operaban en la zona centro sur de Chile. Rodríguez siempre intentó hacer desertar a los soldados chilotes. Finalmente, esta fuerza de 200 chilotes, considerada una de las mejores entre los monárquicos, acabó aniquilada en la batalla de Chacabuco, el 12 de febrero de 1817, cuando sufrieron todo el peso de la carga patriota en su flanco, aunque sus restos sirvieron de base para nuevas unidades. Los sobrevivientes del ejército realista se refugiaron en Talcahuano o escaparon por Valparaíso hacia Perú. Llegaron entre el 27 de febrero y el 1 de marzo. Entre los 1100 embarcados en once buques, estaba un oficial apellidado Quintanilla en la barca Mariana, que como todos sus compañeros fue sometido a un proceso para análizar su actuación. Embarcado en la fragata mercante Palafox con rumbo a Chiloé, tuvo un destino muy distinto a la mayoría de los oficiales, que fueron enviados a defender Talcahuano. Temiendo que los rioplatenses invadieran también Valdivia, los mal armados milicianos chilotes fueron enviados a guarnecer los pasos cordilleranos de la zona dejando desguarnecida su isla.

### Quintanilla es nombrado gobernador de Chiloé

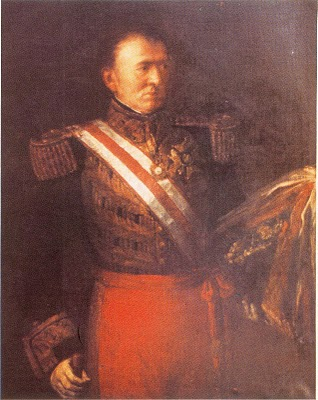
El gobernador de Chiloé, coronel Antonio de Quintanilla.

En Chacabuco, se había destacado el coronel Antonio de Quintanilla, uno de los pocos oficiales sobrevivientes del desastre y que había logrado escapar a Perú. El nuevo virrey, Joaquín de la Pezuela, lo nombró gobernador de Chiloé en reemplazo del viejo y renunciado coronel Ignacio Justis. En cuanto llegó a la isla no encontró soldados a su disposición, la mayoría se había marchado y muy pocos vuelto, debiendo recurrir a las reservas humanas de la isla, aparentemente inagotables. Chiloé ya había levantado en armas a unos 2000 de sus hombres, muchos de ellos enviados lejos, lo que equivalía que prácticamente cada familia de la provincia había enlistado a un miembro de su familia. Quintanilla siendo considerado ya uno de los mejores oficiales realistas, se desempeñaría como gobernador por casi nueve años, desde marzo de 1817 hasta enero de 1826, demostrando ser un gran organizador y preparador, apoyándose en la naturaleza –clima y geografía- y la falta de recursos del gobierno de Santiago. Se preocupó de ganarse la lealtad de la población local a su persona, mostrándose como defensor de la causa real, y después organizó un batallón para defender la isla con doscientos fusiles, hizo construir lanchas cañoneras en cada uno de los seis partidos de la provincia, recaudo dinero y vestimentas para los soldados y armó la goleta Quintanilla, de cuatro cañones. Incentivó el cultivo de papas, la ganadería bovina y la actividad armadora menor, por ejemplo, para las lanchas entregó el hierro necesario para su construcción y una vez listas les montaron su propio cañón a cada una. En estas primeras etapas Quintanilla debió afrontar una conjura de militares en su contra, no dudo en hacer fusilar a los cinco cabecillas.
Los chilotes ya habían aportado 200 000 pesos para la reconquista de Chile, aunque otros reducen la cifra a 60 000. Para entonces la provincia estaba sobrepoblada de viudas y huérfanos, pero vacía de soldados, así Lima dejó de enviar el Real Situado anual, los cincuenta mil duros para mantener la guarnición. El estratégico archipiélago estaba económicamente por las ruinas y el virreinato en guerra se preocupaba poco de él, costumbre que venía desde los tiempos de paz. La isla apenas tenía guarnición y su agricultura arruinada por no tener hombres que laboraran la tierra.
A pesar de que la isla ya sufría del desgaste demográfico (enviar centenares de hombres a combatir y a muchos a morir) y económico (reclutando hombres en edad adulta), Quintanilla hizo un supremo esfuerzo y envió dos compañías con cien soldados, sin armas, a apoyar a las tropas realistas comandadas por el coronel José Ordóñez que eran sitiados en el puerto de Talcahuano en diciembre. Los realistas lograron resistir el sitio y con el refuerzo enviado por el virrey Pezuela de 3262 soldados bajo el mando del general Mariano Osorio, se formó un ejército de alrededor de 5000 soldados con el cual reconquistar Chile nuevamente, pero tras el decisivo desastre que significó Maipú el 5 de abril de 1818 para las armas realistas, los patriotas afianzaron la victoria en la zona central del país y se dedicaron a perseguir a los últimos realistas agrupados en la provincia de Concepción que estaban bajo el mando del coronel Juan Francisco Sánchez, tras el regreso de Osorio a Perú en septiembre. A finales de ese año, llegó desde España un convoy con 2080 soldados de refuerzos a Talcahuano para intentar formar un nuevo ejército pero la flota chilena interceptó gran parte de ese refuerzo, uniéndose a las fuerzas de Sánchez unos cuantos. Se había temido que esas tropas españolas llegaran a Chiloé y Valdivia para preparar un ejército con el que invadir el Valle Central. Para ese entonces, muchos de los prisioneros y desertores realistas pasaron a integrarse en el ejército republicano.
A inicios de 1819 las ciudades de Chillán, Concepción y Talcahuano caerían ante el avance de un ejército de 3385 patriotas enviados por el director supremo Bernardo O'Higgins, y Sánchez se replegaría con las fuerzas que tenía a Valdivia para luego embarcarse también a Perú. Muchos civiles monárquicos huyeron a ese puerto austral desde la derrota de Chacabuco. Las pocas fuerzas que quedaron en los alrededores fueron reagrupadas en montoneras por Vicente Benavides, quien con el grado de teniente coronel conferido por el virrey Pezuela, se le encargó mantener una viva guerra contra los patriotas. Benavides, aprovechando el apoyo de los grupos indígenas, el engrose de sus fuerzas y los enclaves de Valdivia y Chiloé, como bases de suministros, logra controlar los territorios fronterizos al sur del río Biobío e incursionar al norte de aquel río para atacar constantemente a las guarniciones patriotas desplegadas en la zona. Su objetivo era impedir a los rebeldes el preparar la invasión del virreinato peruano, por lo que recibió constantes suministros vía marítima desde Lima.
El aislamiento que vivió Chiloé en aquellos últimos tiempos llevó a que se volviera un pequeño estado autónomo, una «republiqueta monárquica», cuyo destino en última distancia decidían y disputaban las potencias europeas y los nuevos países americanos.

## Fuerzas enfrentadas

### Patriotas
Primera expedición: Para 1824 el gobierno chileno planificó una poderosa operación combinada. El plan original esperaba transportar tres a cuatro mil soldados en la expedición. Al final fue más modesta pero estaba dirigida por el director Supremo Freire en persona. Esa primera expedición se componía de cinco batallones, un escuadrón de caballería y una compañía de artilleros. Según un oficio de Freire sumaban 2149 soldados, distribuidos en 1940 infantes, 95 jinetes y 24 artilleros. Ese número proviene de un análisis realizado por el historiador chileno Diego Barros Arana al documento y es aceptado por eruditos como el especialista en la historia naval nacional, Carlos López Urrutia, el Rector delegado de la Universidad de Chile, mayor general Agustín Toro Dávila, el diplomático ibérico Julio Albi de la Cuesta y el historiador español Francisco Antonio Encina. Sin embargo, el oficial ingeniero de la Armada, Lorenzo Çaglević Baković, sostiene que Barros Arana redondeaba la división en 2500 efectivos. A su vez, el historiador Isidoro Vázquez de Acuña, habla de 2200. Otra opinión tiene Feliciano Montenegro Colón, realista venezolano, menciona la cifra de 2000. El computo más alto lo da Quintanilla en Autobiografía, donde habla de 3000 enemigos.
| División Expedicionaria Datos del oficio de Freire al Senado, escrito en Concepción el 26 de abril de 1824. Los efectivos según estimaciones de Barros Arana en base al oficio. |                                   |        |
| Unidad | Comandante                        | Plazas |
| Batallón N.° 1 | comandante Isaac Thompson         | 400    |
| Batallón N.° 7 | cmdte. José Rondizzoni            | 400    |
| Batallón N.° 8 | cmdte. Jorge Beauchef             | 430    |
| 1.er. Batallón de la Guardia de Honor | cmdte. José Luis Pereira Arguibel | 300    |
| 2.º. Batallón de la Guardia de Honor | cmdte. Roberto Young              | 500    |
| Escuadrón de dragones a caballo | desconocido                       | 95     |
| Artillería | desconocido                       | 24     |
| Total | Ramón Freire                      | 2149   |

Las fuerzas navales de la expedición incluían los transportes Valparaíso, Pacífico, Ceres y Tucapel, escoltados por la fragata Lautaro (al mando del capitán Roberto Forster), las corbetas Independencia (cmdte. Pablo Délano Tripp), Voltaire (cmdte. Roberto Simpson) y Chacabuco (cmdte. Matías Godomar) y el bergantín Galvarino (cmdte. Enrique Cobett).
Segunda expedición: Para la campaña de 1826 se preparó una fuerza de cinco batallones de infantería, un escuadrón de caballería y una compañía de artilleros. También estaría comandada por el director Supremo. Según documentos oficiales, totalizaban 2575 soldados organizados en 2352 infantes, 143 jinetes y 80 artilleros. Estos fueron analizados por Barros Arana, quien en 1856 decía «Este estado de la fuerza de tierra aparece en las relaciones independientes, interesadas en disminuir el número de sus soldados», por lo que debían ser en realidad 3300 combatientes en tierra «según aparece de documentos incontestables». Usa de ejemplo el batallón N.° 4, que «tenía 800 hombres en día de la batalla de Bellavista, mientras sólo se le da 568 en los estados oficiales». Sin embargo, décadas después, en 1897, parece mucho más favorable a los datos oficiales y redondea las tropas patriotas en 2600. En esto es apoyado por Albi. En cambio, el vicealmirante chileno Juan Agustín Rodríguez Sepúlveda habla de 3000, estando de acuerdo con el venezolano Montenegro. Algo menos el historiador Fernando Campos Harriet, quien habla de 2500 expedicionarios, no muy lejos de los 2475 de las cuentas de Encina. Por último, el propio Quintanilla eleva al ejército enemigo hasta los 3000 o 4000.
| División Expedicionaria Plazas según análisis de Barros Arana de documentos del gobierno chileno de la época. |                                               |        |
| Unidad | Comandante                                    | Plazas |
| Batallón N.° 1                                                                                                | cmdte. Pedro Godoy Palacios                   | 430    |
| Batallón N.° 4                                                                                                | cmdte. José Francisco Gana                    | 568    |
| Batallón N.° 6                                                                                                | cmdte. Manuel Riquelme                        | 510    |
| Batallón N.° 7                                                                                                | cmdte. José Rondizzoni                        | 467    |
| Batallón N.° 8                                                                                                | cmdte. Jorge Beauchef                         | 377    |
| Escuadrón de Guías                                                                                            | teniente coronel Francisco Borcoski           | 143    |
| Compañía de artillería                                                                                        | sargento mayor José Gregorio Amunátegui Muñoz | 80     |
| Total | Ramón Freire                                  | 2575   |

La escuadra estaba compuesta por los transportes eran las fragatas Lautaro (capitán Guillermo Bell), una nave de combate convertida en transporte, Resolución (capitán Manuel García) y Ceres y los bergantines Infatigable, de origen chileno, y Swalow, «Golondrina», de origen inglés (capitán Kierulf). Eran escoltados por la fragata insignia María Isabel (vicealmirante Blanco Encalada), bergantines Aquiles (capitán Wooster) y Galvarino (capitán Wynter) y la corbeta Chacabuco (capitán Carlos García del Postigo) e Independencia (capitán Enrique Cobett).

### Realistas
Al menos 2000 chilotes sirvieron en el continente, sin embargo, algunos autores elevan la cifra a 3000 isleños enviados hasta la toma de Rancagua en 1814. En cambio, otros afirman que una décima parte de su población, unos 4000 varones, fueron armados entre 1813 y 1815, movilización comparable a la vivida por la Primera República Francesa al principio de la Primera Coalición.
De estos, muy pocos volvieron a sus hogares, razón por la cual en marzo de 1820 para su defensa, las milicias isleñas sumaban apenas 1000 a 1200 hombres, aunque el gobernador habla de apenas 600, y se organizaban en un batallón de línea y los irregulares. Sin embargo, con los años unidades y familias realistas de Chile y Perú se fueron refugiando en la isla.
En un conteo oficial de enero de 1826, Quintanilla afirmaba que las fuerzas de su provincia totalizaban casi 5000 hombres, de los que tres quintos eran isleños agrupados en 38 compañías milicianas que podían movilizarse en caso de necesidad. Además, tenía dos compañías de infantes veteranos, cada una con ochenta efectivos, otra de igual tamaño pero de dragones a caballo y una más formada por ciento treinta artilleros. En una emergencia podía llamar a las armas a un centenar extra de artilleros. Barros Arana negó la validez de estas cifras, tachándolas de exageradas. A pesar de la llegada de refugiados civiles y militares desde el continente, tras la altísima perdida de hombres en los años previos, es poco probable que la isla pudiera movilizar fuerzas de tal tamaño. En cambio, el coronel José Rodríguez Ballesteros, jefe militar en Castro, calculaba que el ejército reunido por el gobernador en San Carlos y sus alrededores en 1825 sumaba en total 1702 efectivos. A estos se les debían sumar los 220 operarios de las lanchas. Barros Arana usa su informe para calcular que no debía haber más de 2300 monárquicos, a los que «habría que agregar algunos destacamentos pequeños que se habían dejado en otros distritos», mucho menos que los 3295 de documentos de los oficiales patriotas basados en los estados oficiales de Quintanilla: «Las relaciones de los independientes hacen subir su número más 3000 hombres».
Lorenzo Çaglević Baković cree que debían ser 2400 combatientes, pero sólo 1300 tenían fusiles, por lo que compañías enteras de infantería iban armadas con lanzas y la caballería sólo tenía sables. Toro Dávila los estimaba en 1300 soldados de línea, en su mayoría peninsulares, y 1300 a 1500 milicianos criollos; de estos, más de la mitad estaban concentrados en San Carlos.
| Guarnición de Chiloé A la izquierda, plazas acorde a Quintanilla. A la derecha, plazas acorde a Rodríguez. |        |                                     |            |        |
| Unidad (Quintanilla)                                                                                       | Plazas | Unidad (Rodríguez)                  | Ubicación  | Plazas |
| Guarnición de San Carlos                                                                                   | 2241   | Batallón veterano                   | San Carlos | 650    |
| Guarnición de Agüi, Corona, Bulcacura y Quetalmague                                                        | 191    | 3 compañías granaderos milicianos   | Castro     | 293    |
| Guarnición de Castro y Chacao                                                                              | 377    | 3 compañías de cazadores milicianos | Castro     | 289    |
| Guarnición de Carelmapu, Maullín y Coronel                                                                 | 486    | Escuadrón de dragones (68 fusiles)  | Maullín    | 200    |
| Milicias de Castro                                                                                         | 580    | Compañías de milicias montadas      | Quinchao   | 80     |
| Milicias de Achao                                                                                          | 493    | Compañía de artillería veterana     | s/i        | 90     |
| Milicias de Lemui                                                                                          | 300    | Compañía de artillería miliciana    | s/i        | 100    |
| Total | 4668   | Total                               |            | 1702   |

Sin embargo, la mayoría de los historiadores creen, basados en el informe de Rodríguez, que los realistas no podían pasar los 2000 combatientes al final del conflicto. Esta cifra coincide con el tamaño usual de sus milicias en época colonial.

## Campañas de Chiloé
Contra la isla se enviaron tres expediciones para tomarla; la primera por el vicealmirante Thomas Cochrane en 1820, y las otras dos por el director supremo Ramón Freire en 1824 y 1826 respectivamente, siendo esta última la que culminó con el dominio realista en Chiloé. También se enviaron a la isla expediciones menores y esporádicas, como por ejemplo la efectuada por la corbeta Chacabuco en 1821, que tenían como fin bloquearla navalmente para aislarla e impedir la llegada de posibles refuerzos o suministros desde el Perú. Por otra parte, es de destacar que el gobernador Quintanilla no se limitó a intentar defenderse de los ataques patriotas a la isla, ya que también apoyó con elementos militares a las montoneras de Benavides enviando el bergantín Chilote a Arauco y después a Perú en 1820, organizó en su oportunidad un destacamento militar para recuperar territorios en el continente, como el frustrado intento encargado al teniente coronel Gaspar Fernández de Bobadilla a comienzos de 1820, y además, desplegó buques corsarios para hostigar a los patriotas en toda la costa.
La conquista de Chiloé no fue en un comienzo de prioridad para el gobierno chileno, dirigido en ese entonces por el director supremo O’Higgins entre el 16 de febrero de 1817 al 28 de enero de 1823, ya que sus ojos estaban puestos en el norte, en Perú, que era el centro del poder realista, y luego de que los patriotas se hicieran con el control del norte y la zona centro sur de Chile, el gobierno de O’Higgins concentró sus esfuerzos políticos, militares y económicos en formar una poderosa fuerza expedicionaria para enviarla a Perú y destruir el virreinato, asegurando de esa forma la independencia. De hecho, el primer intento por tomar la isla que fue efectuado por Cochrane a comienzos de 1820, fue por su iniciativa personal de él y no por encargo del gobierno. Recién en 1822 el gobierno decide proyectar una expedición a Chiloé, O'Higgins consideraría la importancia de tomar la isla al decir que: «la conquista de Chiloé es algo necesario e indispensable para completar la independencia nacional; sin Chiloé estaremos siempre amenazados por los realistas», pero la falta de recursos, el mal tiempo y conflictos internos no hicieron posible efectuar la expedición. Con la abdicación de O’Higgins, asume como director supremo el general Ramón Freire que gobernaría entre el 4 de abril de 1823 y el 9 de julio de 1826. En su gobierno se lograría finalmente tomar Chiloé en el último año de su mandato.
La explicación del férreo apoyo a la monarquía de los isleños en condiciones medianamente precarias más que deberse a que los chilotes se consideraban españoles, era que el gobernador supo demostrar que la defensa de la causa real implicaba lo mejor para los intereses de los isleños de no caer bajo la hegemonía de Chile u otra potencia. Obviamente, estaban presente el sentirse españoles, su tradición de defender sus territorios en nombre del rey y mantener el sistema jurídico que conocían y los protegía. También Chiloé basaba su cohesión social en el respeto de las raíces hispánicas, el aislamiento y la profunda «evangelización itinerante por mar» de los jesuitas; el sentirse españoles y católicos los hizos expulsar a los invasores holandeses en 1600. La historiografía liberal decimónonica presentaba a la sociedad chilota como una sociedad superticiosa y fanáticamente religiosa, era la única explicación para su adhesión a la causa real pues a sus ojos era una «auténtica anomalía de la razón». El espíritu de cruzada religiosa -que ambos bandos invocaban para su causa- que originó la formación del «Ejército Real de Chiloé y Valdivia» en 1813 y no acabaría hasta la capitulación de 1826, animaría a la población a luchar hasta el momento en que consumieron todos los recursos en las campañas de Chile, Perú y Charcas y en la defensa de la isla.

Podría aplicarse a Chiloé el calificativo de la Vendeé chilena, pues muestra semejanzas con aquella región francesa, marginal, que también se resistió a la revolución que se le quería imponer desde la capital nacional (sic).

El sistema defensivo desarrollado por Quintanilla era triple: primero estaban las defensas marítimas basadas en las lanchas cañoneras y los corsarios; después, un sistema de fortificaciones bien dispuestos para rechazar ataques por tierra y por mar, especialmente alrededor de San Carlos; y por último, los contingentes terrestres, como el batallón veterano, seis compañías de milicias, un escuadrón de milicianos a caballo, unidades de artilleros y las milicias. Todo unido al fuerte apoyo de los cabildos locales al gobernador.

### Intento de Cochrane

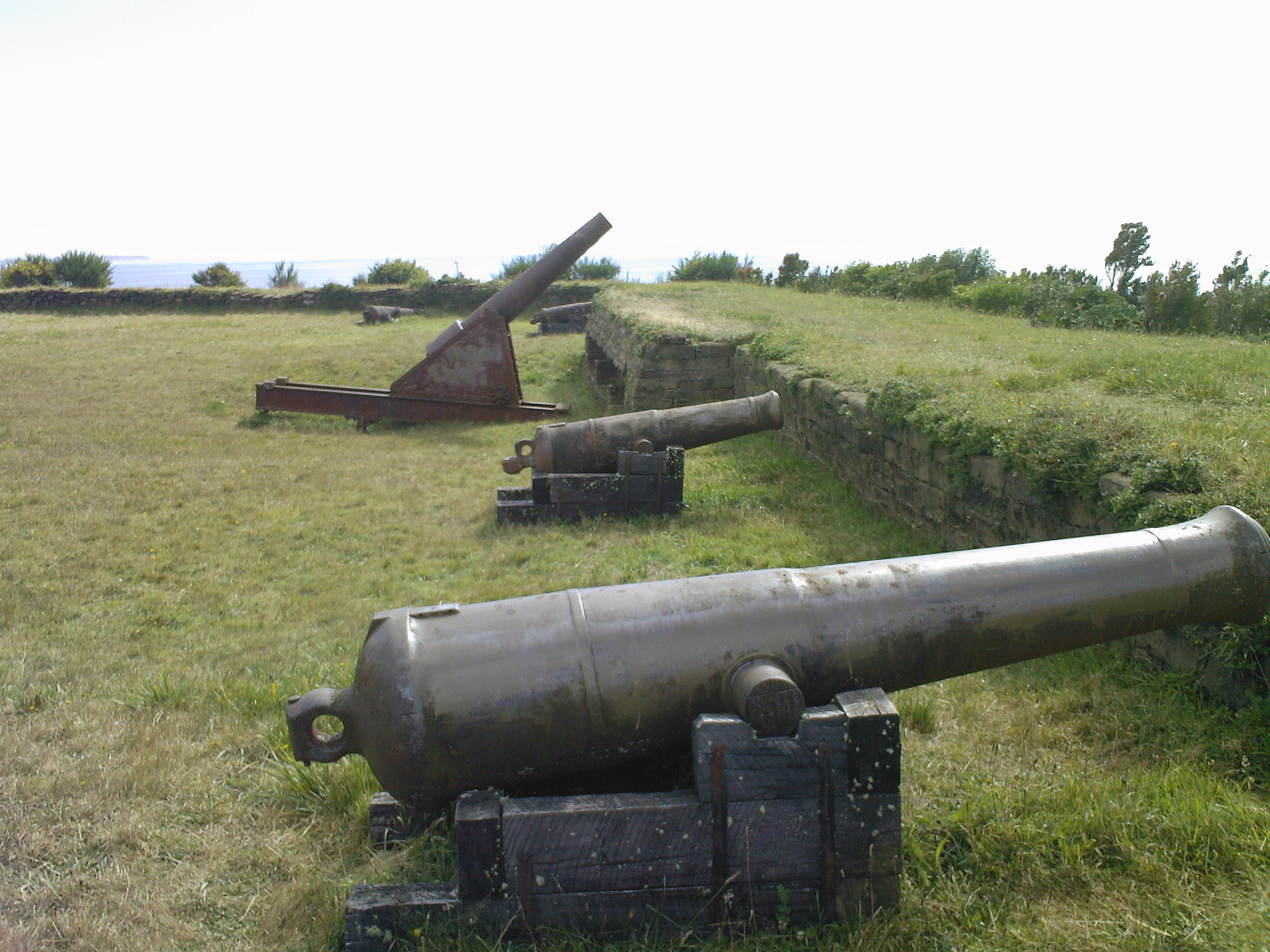
Cañones del fuerte San Miguel de Agüi.

El 11 de diciembre de 1818 recibió el mando de la naciente armada chilena, con el grado de vicealmirante, un veterano marino británico contratado por el gobierno de O'Higgins, lord Thomas Cochrane, con el objeto de tener un comandante naval apto para las operaciones que se iban a realizar en Perú.
Luego de dos expediciones de hostigamiento naval realizadas por Cochrane a las costas peruanas a mediados y finales de 1819 respectivamente, produciéndose en la última hechos no muy satisfactorios por el mal resultado de los cohetes Congreve, el vicealmirante tomó la decisión de ir al sur de Chile con el propósito de capturar el segundo más importante enclave realista ubicado en Valdivia. Cochrane ordenó a una parte de sus buques mantenerse en las costas peruanas por algunos meses, al resto los hizo volver a Valparaíso para informar al gobierno de sus planes y él solo con la fragata O'Higgins se dirigió a inspeccionar el bastión realista de Valdivia lo que realizó el 18 de enero de 1820 usando la táctica de bandera falsa, y luego se dirigió a Talcahuano recalando el 20 de enero para solicitar al gobernador de Concepción, general Ramón Freire, tropas para la operación que quería realizar. Freire le facilitó 250 soldados de infantería de los batallones N.º 1 y 3 al mando del mayor francés Jorge Beauchef, que unido a los infantes de marina comandados por el mayor inglés Guillermo Miller completaban 350 soldados, a esto se agregaron dos transportes, la goleta Moctezuma y el bergantín Intrépido, completando la flota con el insignia del vicealmirante, la fragata O'Higgins, aunque este buque encallaría antes de la operación y sería posteriormente rehabilitada.
Debe mencionarse que en una carta al ministro José Ignacio Zenteno, escrita en Santiago el 31 de julio de 1819, Cochrane pidió que se le asignaran 600 infantes, 150 jinetes y 50 artilleros para tomar exitosamente ambas posiciones, que por sus condiciones geográficas y militares podían prolongar largamente su resistencia.
Durante la noche del 3 de febrero al 4 de febrero, las fuerzas de Cochrane tomaron por asalto el sistema de fuertes de Valdivia. El estratégico puerto contaba con una numerosa guarnición que luego de un reñido combate se dispersó, reagrupándose algunos en guerrillas luego del desastre, uniéndose a los patriotas o buscando refugio en Chiloé. Pronto se les unirían en la retirada los españoles de Osorno y Carelmapu, ya que estos poblados caerían luego bajo poder republicano. Los republicanos se hicieron con más de 1000 quintales de pólvora, 10 000 balas de cañón (2500 de bronce), 170 000 cartuchos de fusil, 128 cañones (53 de bronce y 75 de hierro), gran cantidad de armas menores, una fragata que se vendería más tarde por 20 000 pesos, valiosos documentos y 20 cajones de plata labrada evaluados en 16 pesos. Después de este triunfo, el vicealmirante Cochrane, vio la oportunidad para acabar con el amenazante poder realista de Chiloé y consolidar la independencia territorial chilena. De tener al archipiélago y Valdivia en sus manos, las guerrillas realistas en La Frontera tendrían definitivamente cortadas sus líneas de abastecimientos. De hecho, estaban seriamente dificultadas desde la toma de Valdivia.
Con un corto número de hombres, 160 soldados de infantería, Cochrane zarpó el 16 de febrero, embarcando estas fuerzas en las goletas Moctezuma y Dolores –esta última, capturada en Valdivia-. Ambas carecían de artillería. A pesar de contar con pocas tropas para la operación que quería realizar, debido a que de los 350 soldados de infantería que trajo cuando decidió atacar Valdivia más o menos la mitad se quedó al mando del mayor Beauchef guarneciendo ese poblado recientemente conquistado, confiaba en que el factor sorpresa, el descontento entre los habitantes de Chiloé contra Quintanilla y su llegada animaría la subversión de las milicias realistas. Sin embargo, Quintanilla que desde su llegada a la isla había hecho construir defensas y organizado una fuerza de aproximadamente un millar de milicianos reclutados en toda la isla y algunos soldados españoles que escaparon hasta ahí, estaba informado de la presencia de los patriotas y listo ante cualquier eventualidad.
El 17 de febrero, por la mañana, las goletas patriotas llegaron a la punta Huechucuicuy, en el extremo occidental del canal del Chacao, y desembarcaron a 60 infantes, 30 jinetes y una pieza de campaña en la playa de Chaumán. Enterado Quintanilla de esto, decidió agrupar sus fuerzas y atrincherarse en el castillo San Miguel de Agüi, el más fuerte del sistema de fortalezas que defendía San Carlos de Ancud, entonces capital del archipiélago. Construido el 1779, el castillo estaba enclavado en la península de Lacuy, a unos 40 km de la ciudad por tierra y 2 millas por mar. Protegía el ingreso al canal por el oeste, contando con once cañones, un polvorín, un calabozo y un foso.
En el amanecer del 18, Miller marchó con 60 hombres seleccionados contra la fortaleza, tomando en el difícil camino algunos fortines menores. Pero al atacar en el castillo de Agüi, los patriotas son derrotados teniendo 20 muertos y 20 heridos, entre estos últimos el comandante Miller que fue herido por metralla en su muslo debiendo rescatarlo sus propios hombres. Tras esto se retiraron y reembarcaron, regresando a Valdivia y recalaron el día 20 del mismo mes.
El fracaso de Cochrane para tomar Chiloé se debió a que Quintanilla ya tenía conocimiento de la cercanía de los patriotas, pues se había logrado enterarse de la caída de Valdivia por un informante venido por tierra, por lo que esté había tomado las precauciones del caso. También otro de los motivos por el que falló el ataque era que el supuesto descontento que existía en la isla no era del todo cierto puesto que si bien en un principio se produjo, la buena administración del español había logrado calmar los ánimos de los pobladores con los recursos que contaba y los que se le remitieron desde el Perú.
Después de este ataque, Cochrane vio inútil dar en el archipiélago un golpe de mano tan feliz como aquel que lo hizo dueño de Valdivia. Sus tropas, diminutas en su número, después de haber sufrido este duro revés quedaron completamente inutilizadas para emprender un nuevo ataque. Quintanilla comprendió con esta acción que la defensa de la isla en su situación era posible, y que los republicanos tendrían que emplear mayores elementos para atacarlo, por lo que se dedicó a entrenar más hombres y organizar de mejor forma las defensas.
Producto de este éxito, el virrey Pezuela recompensó con el ascenso inmediato a los capitanes de la 1.ª y 2.ª compañías del batallón Veterano y una compañía de milicianos. A las tropas dio un escudo distinguido.

### Combates en el continente, bloqueos a la isla e intento de negociación

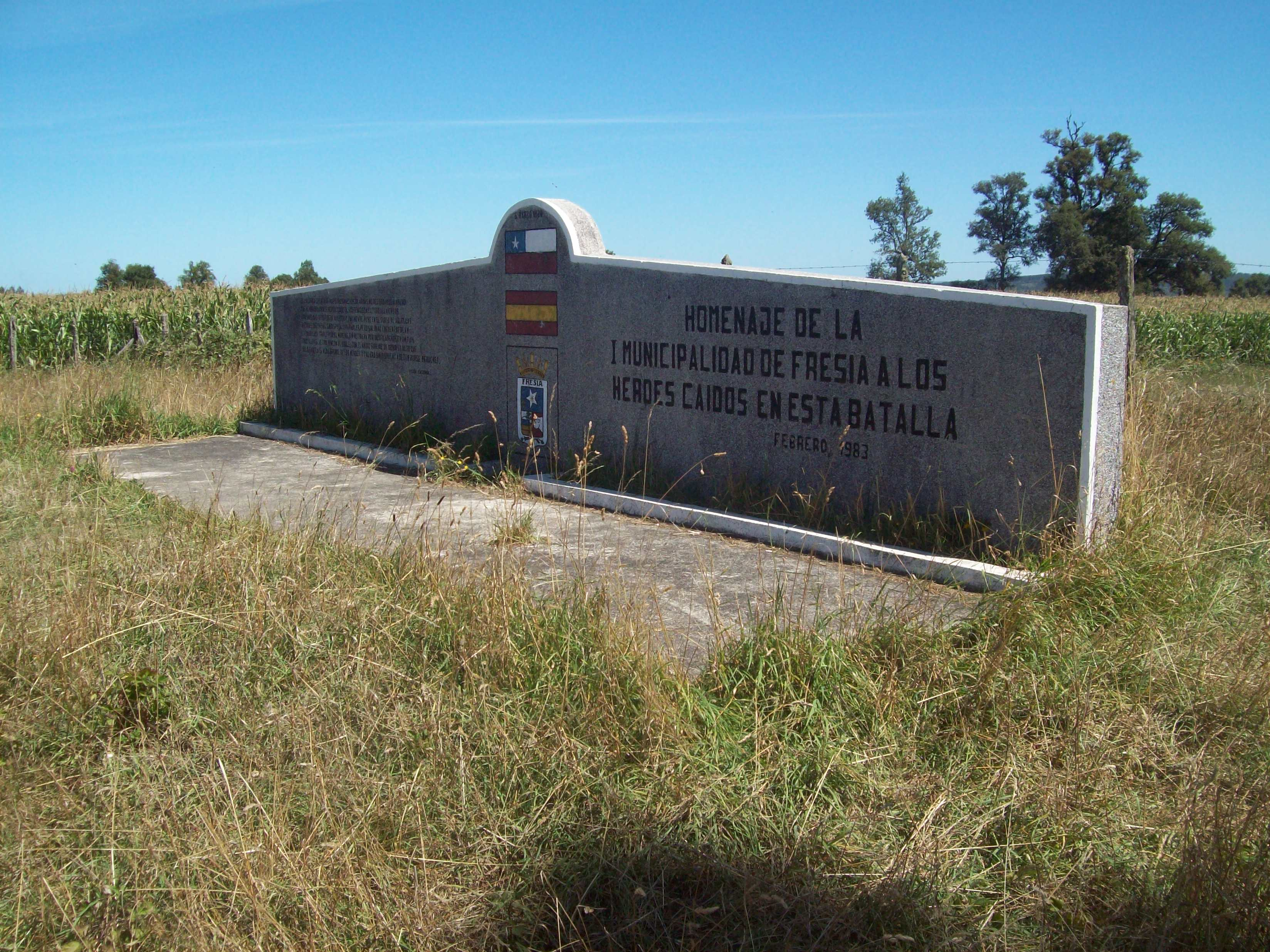
Monumento del combate de El Toro, hecho ocurrido el 6 de marzo de 1820.

Mientras tanto, en el continente las tropas patriotas y realistas seguían batallando. Con el regreso de Cochrane a Valdivia, el mayor Beauchef pudo juntar esas fuerzas con las que tenía él haciendo 200 soldados para marchar al sur y tomar los poblados que estaban en posesión realista. El 27 de febrero, el mayor Beauchef entraba en Osorno y proseguía la persecución de los realistas, que huían con rumbo a Chiloé. Tras esto, los realistas se reagruparon en río Maullín por orden de Quintanilla que les facilitó hombres y armas, y designó como comandante de esas tropas al teniente coronel Gaspar Fernández de Bobadilla a quien ordenó recuperar los territorios perdidos ante los patriotas. Pero los realistas son derrotados por Beauchef en un combate en la hacienda de El Toro el 6 de marzo, perdiendo los realistas toda oportunidad de recuperar los territorios al norte del río Maullín y además, pasándose al bando patriota algunas tropas realistas al convencerse del fracaso de su antigua causa. De los quinientos monárquicos, tres quintos son capturados y los oficiales españoles logran huir al archipiélago. Enterado de la derrota, Quintanilla mandó organizar una tropa de reserva de 600 milicianos y recolectó 40 a 50 fusiles.
En junio llegó un bergantín con 25 000 pesos, justo cuando no había un real para pagar a los soldados. También llevaba brin y paños para vestirlos. La dieta de la población se redujo a papas y trigo, apenas suficientes para los chilotes y con una situación empeorando paulatinamente a medida que numerosas familias realistas (y distinguidas) se refugiaban en la provincia.
La obligación del gobierno chileno de mantener aislado Chiloé y prevenir posibles intentos por parte de Quintanilla de llevar ofensivas en el continente hicieron necesario hacer que la corbeta Chacabuco, única unidad naval de guerra disponible en esos momentos, zarpara de Valdivia a bloquear el puerto de San Carlos, impidiendo la llegada de refuerzos monárquicos, y además intentar capturar la fragata Presidente y las dos lanchas cañoneras ahí ancladas. Su comandante, el francés Jean-Joseph Tortel Maschet, divisó las costas chilotas el 16 de enero de 1821 pero inmediatamente se produjeron fuertes vendavales y sus oficiales le aconsejaron regresar a Valdivia por el mal estado en que había quedado su buque, pero el francés insistió. Esa misma noche, la Chacabuco se aproximó a la isla Doña Sebastiana, donde se enviaron furtivamente 35 hombres bien escogidos en una lancha al mando de Santiago Jorge Bynnon y un bote capitaneado por Santiago Terim. El plan era armar ambas embarcaciones y asaltar sorpresivamente la Presidente, mientras la Chacabuco se refugiaba en mar adentro. Al día siguiente la corbeta volvió a la isla a buscar a ambas embarcaciones, pero una fuerte tempestad estalló y casi hundió al navío. De hecho, la tripulación perdió el control de la Chacabuco y quedaron a la deriva, milagrosamente las corrientes les arrastraron a Valparaíso, llegando el 26 de enero. Una vez en el puerto, la corbeta sería reparada y su capitán juzgado y absuelto por un concejo militar. Respecto del bote, la lancha y los 35 hombres dejados atrás, debieron volver por sus propios medios a Valdivia.
En mayo de 1821, O’Higgins con el objeto de rendir Chiloé envió a Valdivia al coronel Clemente Lantaño, exmilitar realista capturado en Perú por las fuerzas expedicionarias y que luego se pasó al bando patriota, para negociar con Quintanilla y hacerle ver lo inútil de su resistencia ante los éxitos que los republicanos habían obtenido en Perú en esos momentos. Hizo de intermedio para esta negociación el vecino y gobernador de Osorno, Diego Plaza de los Reyes, como conductor a la isla de las proposiciones pacíficas del gobierno chileno y de la correspondencia particular del coronel Lantaño. Tal intento de negociación no tuvo acogida en el gobernador español, que prefería continuar la resistencia en la isla hasta el final.
Por entonces, la guarnición de Valdivia temía por los rumores que el caudillo realista Vicente Benavides los atacara desde el norte con tres mil lanzas, o que Quintanilla desembarcaría en Carelmapu y atacaría su ciudad. Estos rumores llevaron al gobernador civil y militar de la plaza, sargento mayor de ingenieros Cayetano Letelier y Maturana, a construir fortificaciones alrededor de Valdivia y enviar al grueso de sus hombres a proteger Osorno de un ataque desde el sur. Pero los 1200 soldados y milicianos que envió se amotinaron el 15 de noviembre. Para ese entonces, Osorno estaba casi completamente despoblada por la guerra y la miseria.
A finales de ese mismo año, 1821, se preparaba el envío de una nueva embarcación para bloquear la isla. Por entonces, el bergantín Galvarino volvía de Perú falto de tripulación y como la corbeta Chacabuco seguía en reparaciones se decidió transportar la tripulación de la corbeta al bergantín. Irían al mando de un teniente apellidado Brown, pero los tripulantes del segundo navío se negaron a servir bajo sus órdenes, dado su conocido carácter violento. Fue necesario cambiar al comandante para que así pudiera el bergantín zarpar a bloquear la isla.
Por otra parte, el 11 de febrero de 1822 el sargento realista Florentino Palacios, que había formado guerrillas en la zona, y el toqui Calfuco, antiguo lenguaraz de Valdivia convertido en cacique por la guerra, asaltaron con 800 lanzas el castillo de Cruces. La guarnición no estaba preparada y su comandante, el Comisario de Naciones o Lengua General, sargento mayor Leandro Uribe y Asenjo, es asesinado inmediatamente a pesar de ser pariente de Benavides.
Antes que Quintanilla aprovechara todas estas circunstancias para recuperar la región, Beauchef, proveniente de Talcahuano, desembarcó en la zona con nuevos contingentes y sometió la revuelta de Osorno el 14 de abril. El gobernador Letelier murió durante el motín. Con esto, Quintanilla termina por cancelar cualquier ofensiva tras la llegada de Beauchef. Por otra parte, el cacique Calfuco sería capturado en diciembre, mientras que Palacios sería entregado por los indios y ejecutado a comienzos de enero de 1823, consiguiéndose el sometimiento de las tribus al sur del río Toltén y las montoneras realistas de la zona. Beauchef volvió a Valdivia por orden del gobierno, para preparar una segunda expedición contra los realistas de Chiloé que él comandaría.

### Fracaso del proyecto de expedición

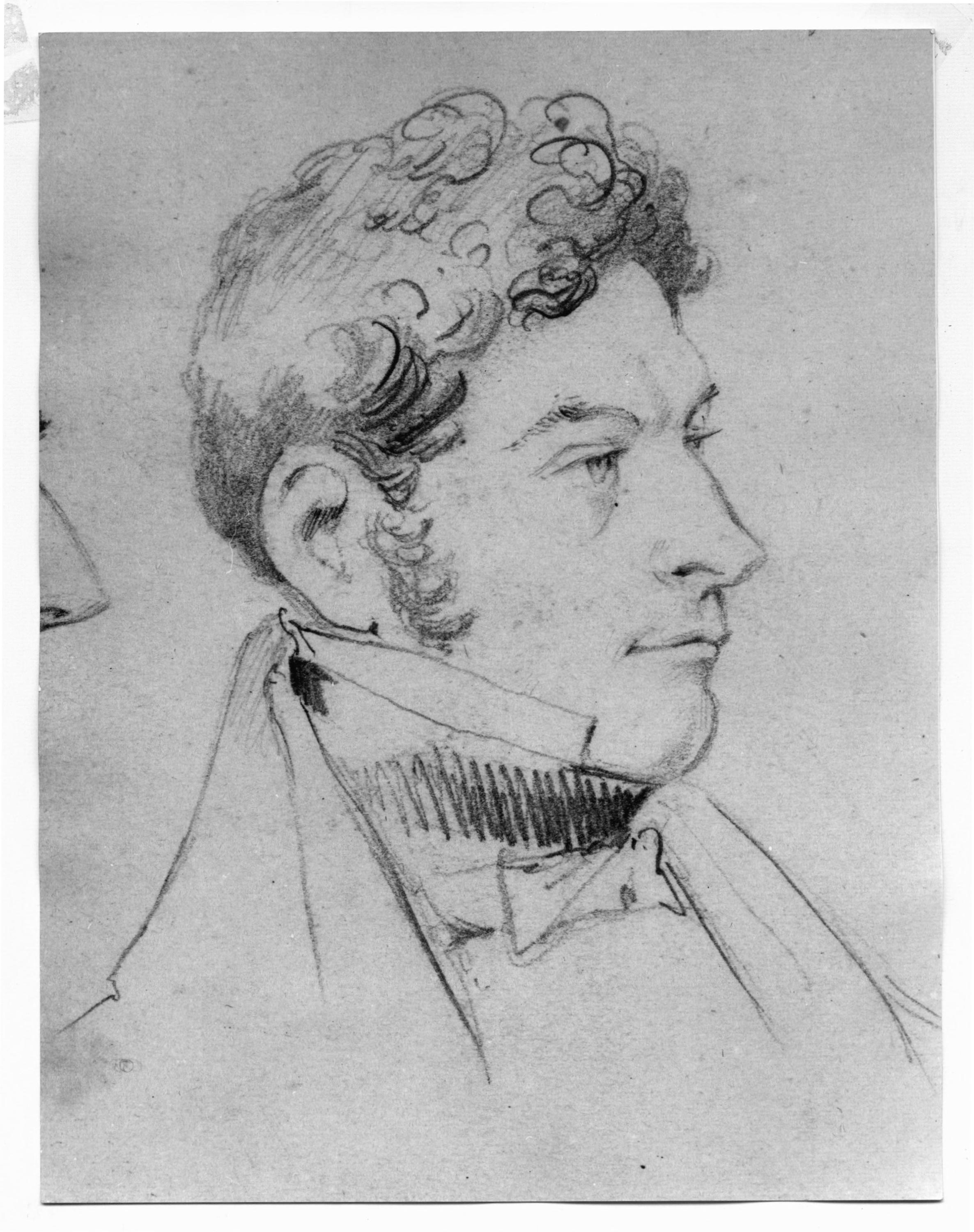
Comandante Jorge Beauchef Isnel.

Durante 1821, el caudillo realista Benavides entendió que jamás recibiría auxilios desde el exterior y empezó a dedicarse a la piratería en el golfo de Arauco, aprovechándose que el grueso de la marina chilena estaba operando en el Perú. Para estas operaciones Benavides designó a un marino genovés llamado Mateo Mainery, a quien le confirió el título de teniente primero de la Real Armada, bajo el permiso del virrey. El 24 de febrero la flotilla realista capturaba la ballenera norteamericana Hero y el 13 de mayo al bergantín mercante, también estadounidense, Hersilia. En este último navío, el capitán fue asesinado y la tripulación fue forzada a enlistarse como corsarios. Benavides envió al Hersilia a Chiloé, pero una tormenta lo hundió y la tripulación llegó como pudo a Talcahuano en un bote. El 7 de julio, con tres lanchas cañoneras, atacó e hizo encallar al bergantín Ocean, que transportaba quince mil fusiles, carabinas y sables para los realistas peruanos y que quedaron en la playa. Luego las rescataron y guardaron en una iglesia; también encontraron ropas y planchas de cobre que forraban la nave, luego usadas para fabricar tambores. Poco después, la fragata norteamericana Golconda también caía en su poder; estaba anclada en la isla Santa María. Más tarde, Benavides intentó asaltar Talcahuano con sus lanchas y fracaso. Buques de guerra británicos y estadounidenses intentaron dar con la flotilla del caudillo pero fracasaron, limitándose a advertir a sus mercantes que acercarse a la isla Santa María era peligrosa debido a que la mayor parte de las presas se hicieron en ese lugar. Finalmente, Benavides fue vencido en las Vegas de Saldías, el 9 y 10 de octubre. Intentó escapar en un bote a Perú, pero debió recalar en Topocalma para reabastecerse, siendo traicionado por sus hombres que lo acompañaron y entregado a las autoridades chilenas. Fue ejecutado en Santiago, el 13 de febrero de 1822.
Ante esto y aprovechando el regreso de parte de la escuadra chilena del Perú, O’Higgins preparó una nueva expedición al mando del ahora coronel Beauchef, para terminar con los realistas de Chiloé. Se alistaron algunos buques de la escuadra, que irían al mando del capitán de navío estadounidense Charles Wooster, la fragata Lautaro, la corbeta Chacabuco y dos transportes, pero hubo de esperar ya que no había recursos para reparar y equipar las naves. Se esperaba transportar a 900 soldados en la flotilla. Se recurrió al salvataje, buscando un ancla perdida por la fragata Begoña en Quintero para la Lautaro, pero solo se encontraron un buen pedazo de cadena y un tamborete, en la playa se encontró un palo que serviría de mastelero. Como ancla se usó una del arsenal, dejada por la fragata inglesa Andromache. La escuadrilla llegó a Corral a mediados de abril de 1822. Beauchef decidió esperar la primavera por el mal tiempo, acantonando sus tropas en Valdivia mientras enviaba a la corbeta Chacabuco, ahí anclada, a bloquear San Carlos; pero también se necesitaba de víveres para las fuerzas expedicionarias y viajó a Valparaíso a buscarlos a mediados de junio. Durante el trayecto se encontró con una tormenta que obligó a su comandante, el teniente John Kelly, a arrojar al mar sus 10 cañones para no zozobrar. Tras esto, llegó al puerto en tan malas condiciones que no pudo hacerse a la mar, y para octubre aún no llegaba nada a Valdivia.

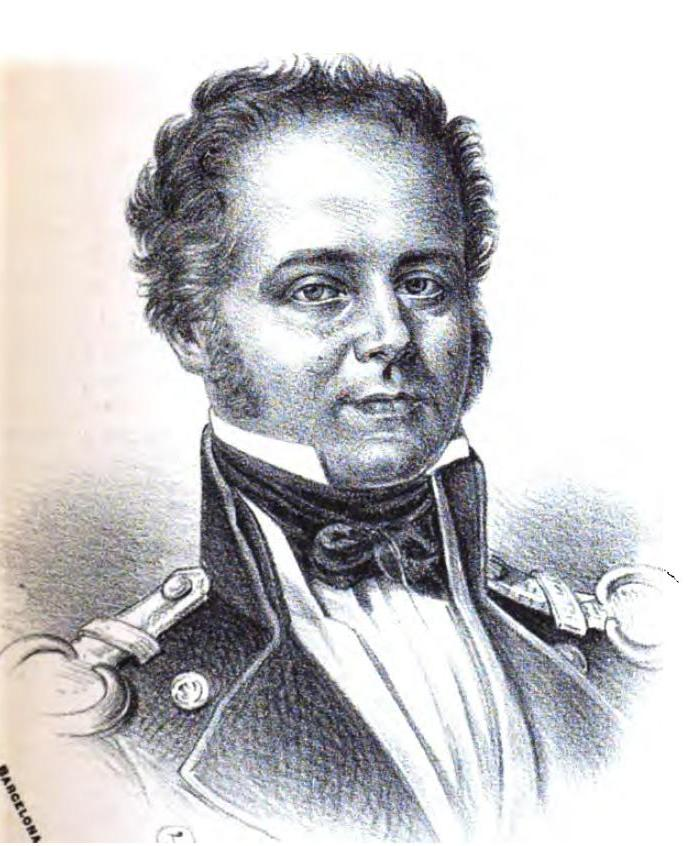
Capitán de navío Charles Whiting Wooster.

El comandante Wooster partió de Valdivia con la Lautaro a Talcahuano -y si era necesario a Valparaíso- por las provisiones que hacían falta. Fondeó en Talcahuano el 23 de octubre y ahí recibió pertrechos y se le notificó que 2 transportes vendrían desde Valparaíso con más, pero su tripulación se amotinó para no ir al sur justo cuando se preparaban para una visita de Freire. Wooster se negó a sus peticiones de hacerse cargo del buque hasta que devolvieran las armas a los oficiales, así que lo apresaron y se hicieron a la mar. Informado por el cocinero que planeaban llevar el barco a una isla, por seguridad, decidió aceptar el mando. Llevó el barco a Valparaíso donde la tripulación se entregó al fondear el 26 de ese mes, Wooster trajo soldados del puerto y obligó a los líderes del motín a bajar a tierra para ser juzgados por un concejo de guerra. La Lautaro no estaba en condiciones de viajar y se ordenó a la corbeta Independencia ir a bloquear San Carlos haciendo vela con ese objetivo el 24 de noviembre.
De esa manera concluyó el intento por parte del gobierno de O'Higgins de proyectar la expedición a la isla, ya que los problemas políticas tomarían la atención del gobierno. O'Higgins, que desde su nombramiento, había ejercido un gobierno autoritario, militarista y centralista gracias a su asociación con la Logia Lautarina. Sus planes de unir el continente bajo el mandato de la misma no podían aceptar la oposición de la «tradición democrática de "los pueblos"», ya que estos consideraban que la soberanía local y democrática de sus cabildos debía ser la base sobre la que se construyera el nuevo Estado. Este conflicto fue el que finalmente, entre diciembre de 1822 y enero de 1823, llevó a una revolución ciudadana que derribo a O'Higgins, quien tuvo que exiliarse en Perú. El 7 de mayo de 1822, tras meses de conflicto entre el mandatario y el Senado, O'Higgins hizo el llamado a elecciones de una Convención Preparatoria que prepara la elección de un Parlamento que sancionaría una Constitución definitiva para el país. El director supremo envió misivas secretas donde decía a cada cabildo a quien elegir, la mayoría miembros de la vieja aristocracia favorable al gobernante; estas fueron leídas públicamente, aunque se decidió seguir las indicaciones. El 17 de julio quedaba instalada la Convención, pero en lugar de preparar elecciones parlamentarias se dedicó a sancionar una nueva Carta Magna, algo fuera de sus atribuciones. Esta se promulgó el 30 de octubre y establecía que el gobierno de O'Higgins se prolongaba por otros seis años, que las elecciones parlamentarias tendrían fuertes controles haciéndolas muy manipulables por el gobierno y cercenaba fuertemente la autonomía lograda por los cabildos. Los habitantes y las tropas acantonadas en Concepción, 1600 soldados, fueron los primeros en alzarse el 8 de diciembre. El 10 de diciembre convencieron a Freire en liderar las tropas. El general ya había advertido a O'Higgins en cartas privadas y proclamas públicas el descontento que existe en las provincias con su gestión, lo que consideraba perfectamente legítimo. Este había sido un fiel lugarteniente de O'Higgins, llegando a fusilar a más de mil de guerrilleros realistas y salteadores en La Frontera entre 1819 y 1823, pero la relación se fue enfriando a medida que Freire se sentía cada vez más identificado con los intereses de la aristocracia penquista.
También se les sumaría Beauchef, quien mandaba una flotilla formada por la goleta Moctezuma y la fragata Independencia con 400 infantes, 30 artilleros, 4 piezas de campaña y numerosos víveres y municiones anclada en Talcahuano a la espera de expedicionar sobre Chiloé. Finalmente, Freire ordenó transportar por mar a 1600 infantes a Valparaíso, mientras 600 jinetes al mando del teniente coronel Salvador Puga marchaban por tierra. Poco después se les suma Coquimbo y La Serena el 20 de diciembre. Desde esta última, una columna al mando de José Miguel Irarrázaval Alcalde compuesta de 150 guardias cívicos de infantería de Coquimbo, 150 de Illapel, 25 artilleros operando un par de piezas, 100 milicianos de caballería y 30 fusileros españoles capturados en Maipú y liberados a cambio de combatir por la causa rebelde. Durante la marcha se les incorporan milicianos de San Felipe y Los Andes. Miguel de Zañartu, agente chileno en Buenos Aires, volvía a Santiago cuando supo del alzamiento de Freire. Hizo todo lo posible para convencer al gobierno mendocino de apoyar a O’Higgins, ofreciéndole al director supremo 1500 a 2000 soldados rioplatenses pero los o’higginistas creían segura la victoria y lo rechazaron. El director supremo fue abandonado por sus tropas y la aristocracia capitalina, finalmente el cabildo santiaguino le obligó a abdicar el 28 de enero y exiliarse al Perú el 17 de julio. Le sucedió una junta capitalina que intentó ejercer un mandato centralista, pero no contaba con el apoyo militar suficiente como para oponerse a Freire y el Ejército del Sur -inicialmente, intento reunir tropas en Valparaíso con el pretexto de enviarlas a Perú-, la oposición de las provincias le obligó a nombrar al general Freire como nuevo director supremo el 4 de abril.
Para ese entonces la flota que mandaba Cochrane ya había arribado a Valparaíso en junio del año anterior, luego de un largo crucero por toda la costa hasta California, y se había licenciado a las tripulaciones con medio sueldo y se desarmaron los navíos. Para marzo de 1823, se comisionó al armador Peter Oliver para realizar un minucioso estudio de la situación de los barcos anclados en Valparaíso. Según Oliver, solo la Lautaro y la Independencia podían servir, la fragata O'Higgins, que pasaría a llamarse María Isabel, necesitaba 95 000 pesos en reparación y respecto de la antigua fragata Esmeralda, que desde su captura se llamaba Valdivia, salía más barato hacerla de nuevo.
Tras una serie de desastres militares en Perú en 1823, el gobierno chileno preparó la fragata Lautaro, y las goletas Mercedes y Moctezuma para enviar una expedición de 2500 hombres a Perú al mando del coronel José María Benavente para unirse a las tropas peruanas y gran colombianas en la lucha contra los realistas. Para tal cometido, las fragatas Sesostris, Ceres, Santa Rosa y Ester serviría como transportes. La expedición partió el 15 de octubre y volvió en tres meses luego de varios vaivenes y desacuerdos, trayendo devuelta además a la división chilena que aún estaba en Perú a cargo del brigadier Francisco Antonio Pinto, aunque unos 300 soldados quedaron en Perú y junto a otros chilenos que estaban integrados en los Granaderos a Caballo y en algunos cuerpos peruanos pelearon hasta en Ayacucho. Freire, para no desperdiciar los medios reunidos, decidiría usar estas fuerzas para ir a Chiloé y vencer de una vez a los realistas que allí se encontraban.
Por su parte, Quintanilla en 1823 estaba en su mejor momento al estar sus defensas más desarrolladas. El virrey, José de la Serna, había fletado dos buques ingleses para enviarle armas y municiones, poco después también le llegaba dinero para remunerar a sus tropas. El comandante William Wilkinson de la Independencia viajó a Valdivia a informar de estos hechos a Beauchef, quien llevaba un año esperando poder volver a atacar Chiloé. El intendente español había además organizado una pequeña aunque eficiente fuerza corsaria.

### Corsarios realistas de Chiloé

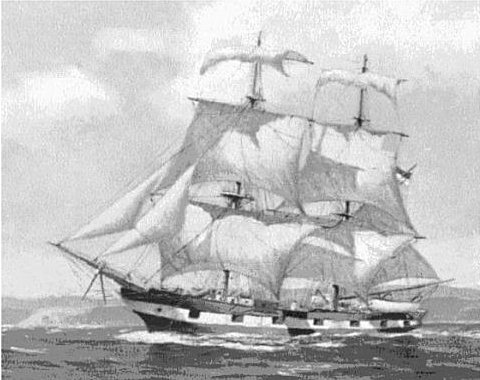
Bergantín de la época que pudo tener las características del corsario General Valdés.

En el año 1823, Quintanilla había lanzado al mar dos buques corsarios para hostigar a los patriotas en el mar. Para ese entonces el poder naval de Chile había decaído por la falta de medios para sostener sus buques en buenas condiciones en forma permanente, lo que hacia susceptibles sus costas a la actividad de estos buques.
Era uno de estos corsarios el bergantín inglés Puig armado con 18 cañones, que iba al mando de un piloto apellidado Michel y que venía de Río de Janeiro con un cargamento para el Callao. Al recalar en San Carlos a finales de agosto, supo del bloqueo naval que los patriotas peruanos sostenían en las costas peruanas haciendo de ese modo imposible realizar la entrega, por lo que dejó su cargamento en la isla y se hizo corsario obteniendo una patente del gobernador español. Se unieron como tripulantes algunos realistas que habían huido de su encarcelamiento en Buenos Aires. El Puig fue rebautizado como el General Valdés, en honor al oficial español Gerónimo Valdés que combatía a los patriotas en Perú, y luego de completar su equipamiento y tripulación se hace a la mar el 14 de octubre rumbo a las costas del Perú.
La primera acción corsaria del General Valdés mandado por Michel fue el 25 de octubre, en las cercanías de Quilca, donde apresó a la fragata mercante chilena Mackenna, que llevaba alrededor de 300 hombres, entre soldados y oficiales, del ejército del general Andrés de Santa Cruz que retrocedió a la costa para embarcarse luego de su fracasada campaña en intermedios de mediados de ese año. Michel trasladó al General Valdés a varios oficiales, entre los que había algunos de graduación, y los puso en estrecho arresto. Luego de la captura de este buque se dirigió con ella a Chiloé. En el trayecto a la isla se encontró con la fragata genovesa Colombia que traía a Valparaíso un cargamento mercaderías europeas. Apresó a este buque también a pesar de ser neutral, embarcando a bordo al capitán y al piloto, ambos italianos. Michel prosiguió su viaje con estas dos presas y al llegar a las cercanías de Chiloé a mediados de noviembre una fuerte tempestad dispersó a los tres buques. El Mackenna y la Colombia lograron arribar a San Carlos el 25 de noviembre, pero el corsario General Valdés desapareció con toda su tripulación y los prisioneros y el botín que llevaba. Quintanilla dio buen trato a los prisioneros del Mackenna y comprendiento la situación que le generaban estos, al propagar en la isla las ideas revolucionarias, llamó a las filas realistas a los que quisieran tomar servicio y dejó al resto en libertad para poder trasladarse a Valdivia, facilitando los medios para que pasaran al continente. En cuanto al Colombia, retuvo el buque y a sus prisioneros por tres meses esperando el arribó de Michel con su buque para explicar la captura de este buque neutral siendo este hecho un acto pirata. Pero al no arribar, le permitió al Colombia con toda su tripulación y cargamento seguir su viaje a Valparaíso al mando del segundo piloto del buque, un hombre apellidado Natún, quien informó de lo sucedido a las autoridades correspondientes.
El otro buque corsario fue el conseguido por el piloto genovés Mateo Mainery, quien luego de haber traicionado y entregado a Benavides recibió una amnistía del gobierno chileno y se instaló en Guayaquil, sirviendo en la goleta mercante Cinco Hermanas como contramaestre. Durante un viaje, donde el mercante debía ir a México con un cargamento de cacao que enviaron los dueños del buque, convenció a la tripulación de amotinarse, y hecho esto, decidió ir a Chiloé para obtener una patente de corsario. Mainery rebautizó al buque como General Quintanilla para halagar al gobernador y se le armó con 8 cañones, además de dotarla con algunos soldados de infantería. Se hizo a la mar el 22 de noviembre, con el encargo de hostilizar el comercio en los contornos de Valparaíso, y de ser posible, extenderse hasta las costas peruanas.
El corsario General Quintanilla mandado por Mainery, que tendría una mayor duración hostilizando las costas, realizaba su primera acción el 11 de diciembre frente a Cobija al intentar capturar a la goleta Moctezuma que estaba armada con un cañón giratorio y era comandada por el capitán Guillermo Winter, era este buque el insigna que convoyaba la expedición de Benavente que se retiraba de las costas peruanas tras una serie de desacuerdos. El corsario llevaba ondeando una bandera de la Gran Colombia, engañando en un principio al buque chileno al que se fue acercando, pero luego la sustituyó por la española y abrió inmediatamente fuego. La Moctezuma intento defenderse, pero la mala calidad de su pólvora inutilizó su único cañón. Así, Mainery empezó a dar vueltas a su alrededor, aproximándose lentamente para abordarle mientras le atacaba con fuego de fusiles. En esos momentos donde parecía todo perdido, el teniente norteamericano Freedman Oxley en medio del fuego enemigo logró destapar el cañón y el buque chileno consiguió hacer un disparo certero, causando gran daño al barco realista que debió retroceder. Finalmente, la llegada de la noche permitió a la Moctezuma retirarse y llegar a Arica donde se reunió con el resto de la escuadrilla y prosiguió su viaje a Coquimbo.
Frustrada esa primera tentativa del corsario, llevaría luego acometidas más afortunadas, pero que merecen el calificativo de piratería, por ser ejecutadas sobre barcos neutrales que navegaban absolutamente desprevenidos. Mainery navegando ahora en las costas chilenas apresó a la fragata norteamericana Huron, cuyos tripulantes que fueron abandonados en las cercanías de Coquimbo, propagaron la noticia del peligro que amenazaba al comercio en la zona. Más adelante, capturó dos buques ingleses, la fragata Extremor y la goleta Catilina, entre otras presas. Mainery, como se ha visto, no reconocía ni acataba banderas extranjeras. Esto solía obligar posteriormente a Quintanilla a sufrir las molestias de tener que devolver esas presas a sus legítimos dueños, dando a la vez explicaciones y excusas en el nombre de su rebelde subalterno para evitar problemas internacionales.
El 5 de febrero de 1824, en el Callao, la guarnición patriota se sublevó a favor del rey y pronto caía Lima en poder de los realistas. El erario limeño estaba agotado y su gobierno se mostraba incapaz de solucionar la crisis. Ahora los realistas tenían dos puertos bien fortificados en el Pacífico sur. Debe señalarse que en caso del Callao, era solamente una guarnición atrincherada en una fortaleza, mientras que Chiloé era toda una provincia mayoritariamente monárquica.
Además, al capturar el puerto se había logrado hacer con algunos buques de guerra como la fragata Guayas (ex Venganza), que se hallana desmantelado, y el bergantín Pezuela, y algunos mercantes. El general Simón Bolívar, quien debió asumir como dictador en Perú para poner orden en el caos reinante, le ordenó al comandante de la flota peruana Martin Guisse que atacara inmediatamente el Callao. Guisse efectuó esto en la madrugada del 25 de febrero logrando incendiar a la Guayas junto a otros buques mercantes y capturar otros tantos. Pese a esto, el comandante realista del puerto, coronel José Ramón Rodil y Campillo, logró poner en pie de guerra al bergantín Pezuela y a una corbeta contrabandista inglesa capturada por este, llamada Victoria de Ica y algunas lanchas cañones. Rodil también otorgó patente de corso a los bergantines Moyano (ex Real Felipe) y Constante. Estos buques corsarios hostilizarían las costas peruanas y chilenas. Para intentar detenerlos, el gobierno chileno había dispuesto que la corbeta Chacabuco saliera, pero no había fondos para pagarle a la tripulación o los oficiales. Por su parte, la flota peruana en conjunto con la gran colombiana mandadas ambas por Guisse, se limitarían a bloquear el Callao a mediados de ese año.
Entre tanto, los ataques de Mainery a buques neutrales obligaron al jefe de las fuerzas navales de Estados Unidos a dirigirse a las costas peruanas con el navío Franklin para capturar al corsario, al mismo tiempo que despachaba a las costas de Chiloé a la goleta Amanda con el mismo objetivo, aunque al final ambas no lograron dar con él. Por su parte, el comandante de las fuerzas navales británicas en el Pacífico, despachó al capitán John Ferguson con la corbeta Mercey a San Carlos para pedir a Quintanilla satisfacciones por las tropelías de su corsario, obteniendo explicaciones y la devolución de los buques ingleses apresados por este en marzo de 1824. Todos estos hechos, además de ser un enclave estratégico de apoyo a las guerrillas realistas en la Araucanía y objetivo hacia donde se dirigía una flotilla gaditana con la intención de devolver a España el dominio del Pacífico meridional, motivaron al general Freire a expedicionar hacia Chiloé a mediados de marzo para tomarla, pero el intento de Freire terminó en fracaso y tuvo que reembarcarse para el continente. Mainery en esos momentos se mantenía con su buque en San Carlos y al retirarse la fuerza expedicionaria chilena a mediados de abril, se hizo a la mar realizando nuevamente actividades de pirata.
En Arica, el General Quintanilla había capturado al bergantín mercante francés La Vigie y le armó improvisadamente como corsario, poniéndolo bajo el mando de un piloto de origen escocés. Poco después, La Vigie se encontró con el bergantín peruano Congreso, comandando por el capitán inglés George Young Holmes. Mainery abandonó a su suerte a La Vigie y se retiró. Holmes ordenó a sus hombres operar el barco galo y perseguir al corsario con ambos buques. Al día siguiente, Holmes se encontró con el bergantín de guerra francés Diligent, cerca de Quilca. Su comandante, el capitán Bíllard, pidió la devolución de La Vigie pero Young se negó y dispuso a su tripulación con los cañones listos en caso de que el buque francés lo tomara por la fuerza; Bíllard desistió y se les unió en la cacería del corsario español.
Algunos días después, la flotilla avistó al General Quintanilla junto a un mercante que acababa de capturar. El barco realista huyó inmediatamente, abandonando a su presa, Holmes la hizo incendiar. Durante dicho encuentro, el Congreso se acercó demasiado a la costa y casi encalló. Mainery vio su oportunidad, volvió y envió botes a abordarlo, pero el capitán Bíllard se dio cuenta y envió botes propios. El asalto del corsario fue rechazado y el General Quintanilla se retiró del lugar para encontrar protección en Quilca, amparándose en las autoridades virreinatales del lugar. El capitán Bíllard bloqueó el puerto esperando capturar al corsario, pero en esos momentos intervinieron en el asunto las autoridades realistas que pidieron al marino francés que desistiera en el asunto, además de prometerle que se harían responsanbles por los perjuicios ocasionados por el corsario al capturar el mercante francés. Pero estando pendientes esas negociaciones, Mainery, dispuesto a todo, y favorecido por la oscuridad de la noche, salió del puerto inesperadamente el 14 de mayo y viendo al Diligent al ancla y con el velamen recogido, no pudo resistir la tentación y le disparó algunos cañonazos demostrando su altanería. Ante esto, el capitán Bíllard se hizo rápidamente a la mar para perseguir al corsario al que logró alcanzar en la mañana del día siguiente y vencer en poco tiempo, obligando a Mainery a rendirse. Así terminaban las correrías del último corsario de Chiloé.
Luego de esto, Bíllard trasladó a Mainery y a toda su tripulación al buque francés y se dirigió con el General Quintanilla a Valparaíso. El gobernador local Ignacio Zeballos hizo lo que pudo para que Bíllard le entregara al corsario genovés, pero el capitán galo desconfiando de la justicia chilena lo llevó a su país para juzgarlo por piratería, siendo ejecutado antes de acabar el año de 1824. El General Quintanilla acabó como indemnización para los dueños de La Vigie. Durante sus actividades corsarias, dicho navío obtuvo 296 057 pesos, es decir, 7 reales de botín para las arcas fiscales que el gobernador de Chiloé uso para pagar y vestir a las tropas.

### Primera expedición de Freire
Las primeras tropas reunidas por Freire acamparon en la isla Quiriquina siendo 1940 infantes, 95 dragones a caballo y 24 artilleros con 2 o 3 cañones de montaña. El director supremo, era secundado por el general Luis de la Cruz que era el jefe del Estado Mayor. La flota chilena, mandada por el capitán de navío Robert Forster, estaba compuesta de cuatro transportes y cinco buques de guerra, se reunió en Talcahuano, embarcando poco después la tropa y navegó a Corral el 2 de marzo de 1824, donde completo la dotación de soldados, zarpando entre el 17 y 18 de marzo. Las tropas que participaron en esta expeddición eran los batallones N.º 1, 7 y 8, el regimiento Guardia de Honor, el escuadrón de caballería Guías y un grupo de artilleros.
En esta expedición, Freire había cometido el error de zarpar demasiado tarde, pues el clima de Chiloé solo es benigno entre enero e inicios de marzo, con tormentas todo el resto del año. Las defensas más importantes del archipiélago estaban alrededor de su capital, 1500 soldados y milicianos realistas guarnecían San Carlos, los fuertes y las baterías a su alrededor. Beauchef, quien estaba a cargo de Valdivia desde 1822 y ahora al expedicionar era comandante del N.º 8 y jefe de una de las tres divisiones del ejército, tenía las mejores informaciones. Según él, el ataque debía producirse entre marzo y abril, cuando los milicianos eran licenciados para cosechar y la defensa quedaba reducida a los regulares, insuficientes en número para una larga lucha, permitiendo un ataque fulminante que decidiera la guerra. El día 20, una tormenta dispersó a la flota chilena en frente de la punta de Huechucucuy, el bergantín Pacífico debió volver por reparaciones a Valdivia. La escuadra se reunió y fondeo en isla de Lacao o Latao. La Volteire divisó a la goleta corsaria General Quintanilla con ánimo de atacar, pero al ver la flota huyó. Cuando pasaron frente a la isla Doña Sebastiana abrieron fuego contra las baterías de Carelmapu, pero la distancia era tan grande que no hubo daños. Desembarcaron dos batallones en Latao con Beauchef a la cabeza, y tomaron el pueblo y las baterías. El día siguiente, el comandante Henry Cobbet, capitán del bergantín Galvarino, con alrededor de 300 soldados tomó la batería de Coronel rápidamente. Quintanilla, debido a que era finales del verano y poco antes le había llegado noticias de un motín en Valdivia, no esperaba un ataque y la llegada de la expedición lo sorprendió sobremanera.
Entre el 23 de marzo, los patriotas cruzaron el canal del Chacao e hicieron algunos desembarcos en las cercanías de San Carlos sin encontrar resistencia. De este modo, el 25, se tomaron varias baterías menores en Chacao y Corona. Al día siguiente, Freire envió un emisario y esperó que Quintanilla presentara su capitulación, pero nunca se produjo, así que los chilenos se trasladaron por mar con rumbo al sur, siguiendo la costa. El plan inicial de Freire había sido asaltar sorpresivamente San Carlos, pero rápidamente se comprendió lo fuerte que eran las defensas. El 28 de marzo, una tormenta hizo encallar a la Volteire en Carelmapu, se salvó la tripulación pero se perdió el armamento y las municiones. Al día siguiente la Chacabuco y la Ceres partieron a Dalcahue. El transporte Valparaíso también fue arrastrado por las corrientes y encalló en los bajos de Carelmapu, al norte del canal. Al día siguiente, Freire ordena que la Chacabuco y la Ceres con 600 soldados naveguen a Dalcahue a las órdenes de Beauchef.
Esas fuerzas desembarcaron en Dalcahue, el 31 de marzo, al mando de Beauchef con la intención de marchar por tierra de vuelta al norte y atacar San Carlos, a 65 km de distancia. En otras palabras, el plan era cortar las comunicaciones entre San Carlos y Castro para después atacar por el sur a la primera mientras Freire lo hacía desde el norte. Durante la operación, la Chacabuco dispersó 4 lanchas cañoneras en mar abierto al coste de 8 oficiales y 22 soldados muertos, además de un centenar de heridos. Algunos desertores realistas, antiguos prisioneros del Mackenna, le informaron que un gran número de monárquicos estaba fuertemente atrincherado en el camino que esperaba seguir Beauchef.
Entre tanto, Freire encabezaría personalmente otro desembarco en Lacao y avanzaría desde el este sobre San Carlos. Con tal motivo, concentró al grueso de sus fuerzas cerca de la punta de Pugañón y en la Chacabuco se reunió con Beauchef. Las tropas de este último estaban debilitadas tras tomar Dalcahue. A ese ataque sorpresivo, se le sumarían las fuerzas ya desembarcadas en las costas chilotes del canal del Chacao, que avanzarían desde el nordeste sobre la ciudad. Entre tanto, el sargento mayor Manuel Riquelme cruzaría el canal y tomaría Carelmapu, bajo poder realista, con apoyo de la caballería de Osorno. Antes de zarpar de Valdivia, Freire había enviado al mayor Manuel Labbé con los jinetes osorninos para atacar esa zona pero llegaron después de su conquista. Riquelme desembarcó del Galvarino con 250 hombres, se apoderó del fortín del Maullín y del pueblo de Carelmapu. El navío casi encalló por acercarse a la costa y debió abandonar sus dos anclas para volver a mar abierto.
Sin embargo, el avance por tierra de los patriotas de Beauchef resultó lentísimo, ya que el terreno era fangoso y cubierto de espesos bosques. Por otro lado, los chilotes ya habían advertido del avance enemigo y estaban ocultas, atrincheradas, en los bosques próximos a las sendas que iban desde Dalcahue al camino de Caicumeo, que comunicaba Castro y San Carlos. Disponían de un cañón y perfecto conocimiento del terreno. Finalmente, el 1 de abril, alrededor de 600 realistas dirigidos por el coronel José Rodríguez Ballesteros, jefe de la guarnición de Castro, emboscaron a 600 patriotas comandados por Beauchef en las ciénagas de Mocopulli.

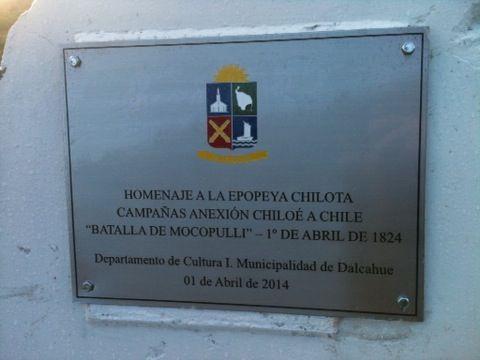
Recuerdo a la batalla de Mocopulli de 1824, a un lado de la ruta 5 camino a Castro.

El ataque realista se produjo desde una posición elevada. Desconcertado con su sorpresa a los patriotas. Para empeorar las cosas, el batallón N.º 7, al mando del coronel italiano José Rondizzoni, se rehusó a combatir porque sus sueldos seguían impagos. Sin embargo, el resto de las tropas de Beauchef consiguieron recomponerse y repeler a sus enemigos. Los republicanos sufrieron 300 bajas entre muertos y heridos, los realistas unos 120. No hubo un vencedor claro, aunque los monárquicos se retiraron. Luego los republicanos volvieron a Dalcahue y abandonaron el plan de tomar San Carlos. Entre tanto, Freire llegó al río Pudeto, pero viendo la imposibilidad de cruzarlo y enterándose de lo sucedido en Mocopulli, decidió retirarse a Chacao. Ahí ordenó reagruparse en Picuy. En el Concejo de Guerra, celebrado en el Chacao el 6 de abril, se decidió abandonar la campaña, reembarcándose el día 15 y fondeando en Talcahuano el 29. La culpa era de Freire, había pretendido cruzar el bosque austral desde Dalcahue para atacar San Carlos por la retaguardia con escasos recursos y pocos caminos. También contribuyó que un batallón se amotinó después de Mocopulli, los soldados dirigidos por el veterano Rondizzoni llevaban meses con sus sueldos impagos.
Durante la campaña, las corrientes arrastraron a la Lautaro contra las rocas de Pugañón, quedó tan dañada que necesitaba con urgencia volver a Valparaíso; la Tucapel se salvó de igual destino gracias a la pericia de su capitán. Por daños similares, la fragata Ceres debió zarpar dos días antes que el resto del convoy. La Galvarino fue dañada por el viento y volvió a Valdivia, sin saber que la flota había dejado Chiloé volvió a la isla, sufriendo el ataque de 5 lanchas cañoneras y de las baterías del castillo de Chacao. Desde ahí fue a Castro, dio una vuelta por toda la costa chilota y volvió a Valdivia. En dicho puerto se le ordenó volver a Talcahuano, pero siguió a Valparaíso por reparaciones y para atender a sus malogrados tripulantes.
La expedición de Freire sin duda fue poco afortunado aunque tuvo la suerte de retirarse a tiempo, ya que poco después de marcharse llegó una flotilla realista desde Cádiz, lo que pudo haber empeorado su posición.

### Intermedio
Dos semanas tras el reembarco, llegó una flotilla española, pero no era la poderosa armada de refuerzo que habían temido las autoridades republicanas –motivándolos a invadir el archipiélago-, compuesta de un navío de guerra, dos fragatas y dos corbetas. Resultaron apenas el navío Asia de 64 cañones y el bergantín Aquiles; su comodoro era capitán de navío, Roque Guruceta y Aguado (1771-1854), quien había sido relevado del mando por negarse a comandar una de las fragatas compradas a Rusia en 1817 por su mal estado y porque nunca se consultó al almirantazgo a la hora de adquirirlas. Se había pensado al principio en enviar las citadas fragatas, pero su malísimo estado llevó a los oficiales de alto rango a negarse a utilizarlas. Su objetivo era el Callao, pero tras saber de la escuadra chilena, Guruceta creyó prudente recalar en San Carlos. Sus tripulantes estaban mal pagados y alimentados, azotados por cuatro meses de invierno austral y seguros de servir por una causa perdida. Fondearon el 28 de abril de 1824 en San Carlos, donde comunicaron de la «satisfactoria real» del 19 de diciembre del año anterior, por la que el rey prometía premios por sus fieles servicios y que los virreyes Pezuela y La Serna elogiaron públicamente los actos del gobernador y los esfuerzos de los chilotes. También se le comunicó que el virrey La Serna, reconociendo la valía de los isleños como guerreros había solicitado diez o treinta de ellos para ser su guardia personal. Quintanilla los envió pero fueron capturados antes de desembarcar en Perú.
Después de recibir las noticias del alzamiento monárquico en Callao, ambos buques zarparon. A la altura de Talcahuano se encontraron con el mercante inglés Snype, al que preguntaron por las fragatas que debían acompañarlos pero se habían separado durante el viaje. Era mentira, esos barcos nunca zarparon, pero como esperaron, el Snype informó a las autoridades chilenas, causando gran alarma. En ese entonces, el país estaba casi hundido en la anarquía y la ruina económica por la fallida expedición. Llegaron sin mayores sobresaltos al Callao, uniéndoseles la corbeta Constante y el bergantín Pezuela.
Ante esta situación, Freire decidió enviar al Perú a Blanco Encalada para ponerse al servicio de Bolívar. La armada chilena se componía de la fragata O’Higgins al mando de Robert Forster (1784-1862), con 48 cañones y 382 tripulantes; la corbeta Chacabuco con Carlos García del Postigo a la cabeza, 20 cañones y 80 hombres; el bergantín Galvarino, dirigido por el capitán Winter, con una dotación de 19 cañones y 83 marineros; y la goleta Moctezuma del capitán Servando Jordán, con 9 cañones y 72 tripulantes. Blanco Encalada ordenó no dar más privilegios a marinos y oficiales extranjeros. Zarparon a finales de año, pero un vendaval los hizo atracar en Coquimbo. La O’Higgins y la Moctezuma debieron ser reparados por los carpinteros de la goleta norteamericana Dolphin. Llegaron al Callao a comienzos de 1825 y bloquearon el puerto junto a las armadas de Perú y Colombia.

Tras el desastre de Ayacucho, sólo quedaban tres bastiones realistas en los territorios que durante tantos años habían luchado por su independencia: San Juan de Ulúa, El Callao y Chiloé.

Blanco Encalada intento convencer al brigadier José Ramón Rodil y Campillo (1789-1853), jefe de la guarnición realista, de lo inútil de su resistencia. Ninguna armada o ejército vendría a ayudarlo, estaba totalmente aislado. Tras fracasar las negociaciones, el 26 de febrero, el vicealmirante chileno intento asaltar el puerto con las lanchas de sus barcos pero fue rechazado.
A esta escuadra se suponía que se uniría un refuerzo, la fragata Lautaro, la corbeta Independencia y la goleta Mercedes, pero Zeballos no consiguió dinero para repararlas. Al final no resultó necesario, La Serna capituló en Ayacucho. Tras saber de la capitulación del último virrey del Perú, el navío de guerra Asia, la corbeta Constante y bergantín Aquiles escaparon a Quilca, donde capturaron a la fragata norteamericana Clarington por venderles armas a los patriotas, llevándosela con ellos a Filipinas. Sin embargo, en Guam, las tripulaciones del Asia y la Constante se amotinaron, incendiaron la Clarington y pusieron rumbo a México. El capitán del Aquiles, teniente de navío José Fermín Pavía, astutamente impidió que los amotinaron capturaran su barco escondiéndose en la bahía de Agana. Pero después que los barcos amotinados se marcharon, entonces los chilenos Pedro Angulo y Francisco Aranzana con 10 marineros se hicieron con el buque. Otros dos navíos, al ser transportes menores, se retiraron del Callao hacia Chiloé, pero esto violaba los acuerdos de la rendición, así que se envió al Galvarino en su persecución. Pero no pudo interceptarlos, tras dar una vuelta a la isla volvió a Valdivia por falta de víveres. Respecto del Aquiles, los españoles fueron abandonados en Guam y Angulo lo llevó a Alta California, donde se enteró de que el gobierno mexicano se había hecho con el Asia y la Constante. Temeroso de que le quitaran el navío, Angulo se hizo a la mar. Dos meses después llegaba a Valparaíso, entregándole al gobierno chileno un bergantín y 20 cañones de doce libras.
Otra consecuencia de Ayacucho se produjo en San Carlos el 6 de febrero de 1825, cuando llegan el transporte Trinidad y el bergantín goleta Real Felipe con las noticias de la capitulación del virrey y la determinación de la flota española sobreviviente de alejarse de las costas del Pacífico sur. Tan desalentadoras fueron las novedades que los patriotas prisioneros en el bergantín convencieron a dos capitanes de organizar un motín al mando de los capitanes Fermín Pérez -jefe de un regimiento y primo de la esposa del gobernador- y Manuel Velásquez -jefe del batallón de San Carlos- y el habilitado Alvarado. En la noche del 7 todos se presentaron en una reunión, sacaron cada uno un par de pistolas y arrestaron a Quintanilla, al coronel Saturnino García, dos capitanes del batallón veterano, al comandante de artillería, al capitán de puerto y al ministro de la Real Hacienda, amenazándolos con el paredón si se negaban a colaborar. La noticia de la capitulación se había difundido entre los isleños y la moral estaba en el suelo, además que los sueldos estaban impagos por no llegar el Real Situado y los rebeldes acusaban al gobernador de quedarse con parte del dinero ahorrado. Los rebeldes leyeron una proclama al batallón local donde se autonombraba gobernador y a Velásquez coronel. Tras la sorpresa inicial, los isleños rápidamente sofocaron el movimiento. Uno de los cabecillas fue fusilado y el resto desterrados de la isla. Después de esto, Quintanilla buscó inútilmente apoyo económico de la península ibérica enviando como emisario a su ayudante de Estado Mayor, Juan Francisco de Adriasola y Lorca, con el cónsul español en Río de Janeiro. Ahora sabía que su posición era mucho más débil que en los años anteriores y no contaba con la lealtad absoluta de sus subordinados, a pesar de que en las cartas a su rey indicara lo contrario.
Fracasado el intento chileno de anexarse el archipiélago, Simón Bolívar (1783-1830), deseoso de ganarse el favor de la élite peruana empezó a considerar enviar una expedición para ponerlo bajo la soberanía de Lima antes que España negociara y cediera la isla a Reino Unido o Francia, potencias que se sabía estaban interesadas en ese territorio, o intentara una expedición a alguna región del Pacífico sur. Para el gobierno chileno, el tener tropas bolivarianas al sur y al norte -en 1825, tras la ocupación del Alto Perú, las fuerzas de Bolívar pasaron a apoderarse de todo el territorio al norte del Loa- era considerado una amenaza a su soberanía. El rechazo al proyecto de la Gran Colombia se hará obvio con la negativa chilena de enviar representantes al Congreso de Panamá. Por la misma razón, se rechazo el ofrecimiento de Bolívar de formar una expedición conjunta que incluiría 2000 soldados colombianos. Finalmente, el gobernante de Colombia y Perú exigiría al gobierno de Freire acabar con la amenaza que el Chiloé realista representaba para Sudamérica o lo anexaría a Perú. También exigía que la campaña se produjera en 1826 o tropas peruanas y colombianas harían el trabajo. Esto iba en contra de los planes de Freire de asegurar la independencia y cohesión territorial de Chile frente a otras potencias.
Entre tanto, una escuadra chilena zarpaba el 15 de noviembre de 1824 para ayudar en el bloqueo del Callao. Se componía de 670 tripulantes, 95 cañones, la fragata insignia O'Higgins al mando de Robert Foster, la corbeta Chacabuco dirigida por Carlos García del Postigo, el bergantín Galvarino de William Winter y el bergantín goleta Moctezuma de Servando Jordán. La comandaba el vicealmirante Blanco Encalada, que se había enterado de las intenciones de Bolívar y otras autoridades limeñas de anexarse el archipiélago austral por sus antiguos vínculos con Perú, cuando recaló con su flota en Quilca el 6 de enero de 1825, así que en junio decidió volver a Valparaíso con la flota chilena para informar que debía conquistarse la isla cuanto antes. En septiembre, el Congreso chileno autorizó a Freire encabezar personalmente la expedición como exigía la Constitución, sin embargo, los diputados capitalinos exigieron a cambio que condicionara las elecciones en provincia para favorecer a sus candidatos, afines a los intereses de la élite mercantil de Santiago, y que pidiera ayuda a Lima. Un refuerzo de mil soldados peruanos. El federalismo de Freire, quien gozaba del apoyo absoluto de las provincias, era muy resistido por la aristocracia capitalina, de tendencias ideológicas fuertemente centralistas. De ahí, sus permanentes intentos de establecer un régimen autoritario que pusiera fin a la democracia local de los cabildos abiertos de las villas del resto del país, y sus permanentes conspiraciones para sabotear los intentos de establecer un Estado liberal y federal.
Las relaciones entre el Congreso y las provincias eran tan malas, que Coquimbo y Concepción acordaron formar sus propias asambleas autónomas, respaldar el mandato ejecutivo de Freire y crear su propio código constitucional. Era «un régimen federal de facto». Sin embargo, fracasaron porque Concepción estaba agotada económicamente y dependía militarmente de Santiago -la mayoría de las operaciones militares se desarrollaron en su territorio y seguían muy activas las guerrillas realistas-, así que Coquimbo -que producía parte importante de los fondos del erario nacional- quedaba aislada. Una de las conspiraciones santiaguinas buscaba aprovechar que Freire concentraría el grueso del ejército en el sur del país para la expedición, unos 3000 hombres, mientras dejaba la capital y el resto del territorio chileno prácticamente desguarnecido (apenas 1000 soldados). La idea sería que los refuerzos peruanos aprovecharían para atacar Santiago y reponer en el poder a O'Higgins con rapidez. Este millar de peruanos no sería más que la vanguardia del ejército que enviaría Bolívar a reponer a O'Higgins.
Sin saber de la capitulación del virrey, Quintanilla fleto la fragata mercante norteamericana Adonis y envió un pequeño contingente de refuerzos a La Serna. Pero el capitán estadounidense los llevó a Juan Fernández y los abandono a su suerte. Sin embargo, un oficial consiguió llegar en una pequeña goleta a Coquimbo e informar a las autoridades. La Galvarino fue enviada a recogerlos. El 20 de marzo de 1825, llegaban a Valparaíso 90 chilotes que se incorporaron voluntariamente al ejército republicano.

### Segunda expedición de Freire y anexión definitiva de Chiloé

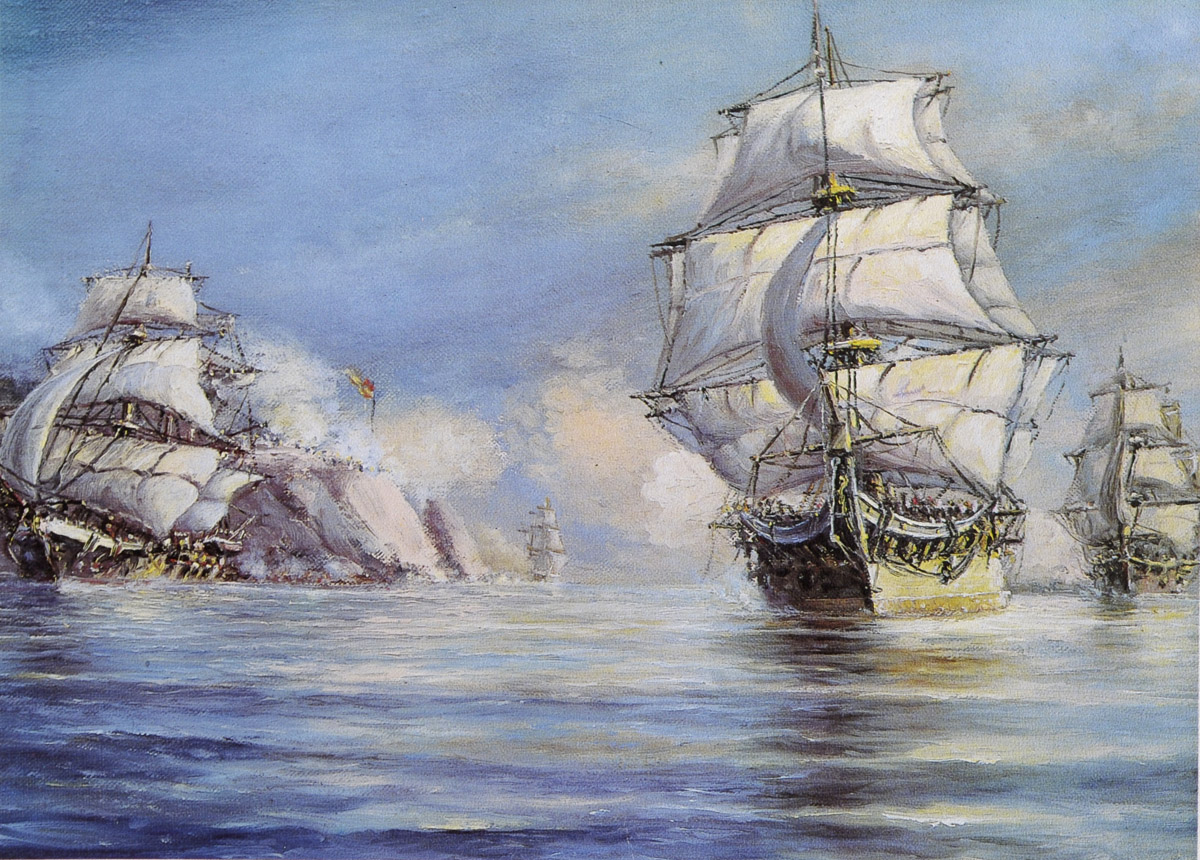
La escuadra chilena durante la segunda expedición de Freire a Chiloé en 1826.

En esta oportunidad, al director supremo Ramón Freire volvió dirigir personalmente la última campaña hacia la isla. Un papel decisivo para la preparación y el éxito de esta expedición fueron los réditos que dejó para el Estado chileno el descubrimiento de la mina de Arqueros, más un empréstito de 120 000 pesos hecho por Carlos Lambert, empresario minero establecido en La Serena, que permitieron financiar esta campaña. La English Mining Company dio otros 100 000 pesos. Las fuerzas de Freire esta vez eran de cinco batallones con 2352 soldados de infantería, un escuadrón de caballería con 143 jinetes y una compañía de 80 artilleros operando 4 cañones. Todos regularmente armados y con una buena organización. Como segundo de Freire estaba ahora el general José Manuel Borgoño, que era jefe del Estado Mayor. Las tropas se organizaban en los batallones de infantería N.º 1, 4, 6, 7 y 8, el escuadrón de caballería Guías y un grupo de artilleros, habiendo algunos cuerpos que ya habían participado en la primera expedición de Freire. Aprendiendo la lección de la campaña anterior, se decidió que la campaña debía realizarse entre diciembre y febrero.
La flota de la República de Chile se reunió en Valparaíso. Eran cinco barcos de guerra y cuatro transportes, todos bajo el mando del vicealmirante Manuel Blanco Encalada. Tenían una veintena de botes, transportados en los buques, desde donde los soldados podían disparar con sus fusiles para anular a las cañoneras.
Con algunos días de anticipación a la salida de la expedición, se enviaba a Chiloé a la corbeta Chacabuco, comandada por el capitán de fragata Carlos García del Postigo, para voltejear sus alrededores y hacer una nueva tentativa con Quintanilla para lograr la rendición pacífica de la isla, informándole además de la capitulación de los realistas en Ayacucho. El 25 de noviembre se acercó a San Carlos con bandera de parlamento y enviaba en un bote a tierra al capitán Manuel Velásquez, uno de los cabecillas del motín que lo intentó derrocar. El gobernador español no lo dejó desembarcar amenazándolo con ser fusilado, y además declarando que no aceptaría ninguna comunicación del enemigo. Ante esto, Del Postigo bloqueó el puerto y decidió enviar a tierra varias proclamas patriotas a los isleños, pero el teniente José Ojeda encargado de distribuirlas fue arrestado apenas desembarcar, fue sometido a concejo de guerra y condenado a muerte.
La segunda expedición de Freire zarpaba de Valparaíso el 27 de noviembre de 1825, llegando los primeros a Corral el 11 de diciembre, pero una tormenta los había dispersado, así que se reunieron todos recién el 18, donde se les unió la Chacabuco y la Galvarino. El plan de Freire era desembarcar en Puerto Inglés, apoderarse de los fortines de la península del Lacuí y avanzar por tierra sobre San Carlos mientras la flota bloqueaba el puerto. Era en extremo peligroso, pues el castillo de San Miguel Ahui o Agüi podía disparar con su artillería y sus fusiles sobre quien entraba en Puerto Inglés, lugar donde las fuertes mareas restringían mucho los movimientos que se podían hacer con seguridad.
Por su parte, tras el éxito de 1824, el intendente de Chiloé, Quintanilla, reclutó e instruyó a más milicianos, mejoró las fortificaciones de la isla y estableció defensas en el camino entre San Carlos y Castro. En el mar, Quintanilla contaba con siete u ocho lanchas cañoneras, cinco de ellas en San Carlos. Puede apreciarse que San Carlos estaba sólidamente defendida, pero Castro tenía muchos menos defensas, solo destacando el fuerte Tauco para vigilar los canales que la conectaban al mar abierto. La artillería en las lanchas y baterías costeras eran la principal fortaleza de sus fuerzas.
La expedición zarpó en el Año Nuevo de 1826 con rumbo a Ancud, tras pasar algunos días reparándose a la Chacabuco y la Galvarino. El 10 de enero, los republicanos anclaron en la ensenada de Puerto Inglés, al día siguiente desembarcaron en la playa Yuste y tomaron el fortín de la Coronal o Coronel. Ahí fondeó la escuadra y se preparó para atacar con toda la tropa los fuertes de Agüi o Ahui y Balcacura o Balcarare, que impedían el paso de la flota frente a la península de Lacuí. Al día siguiente, el coronel José Santiago Aldunate lideró a 210 hombres en marchas forzadas bajo una lluvia torrencial y asalto exitosamente el fuerte de Balcacura, aislando Agüi. El día 12, toda la flota, excepto la María Isabel, forzó el paso y bombardeó Agüi. Solo el Aquiles y la Independencia sufrieron daños en el intercambio de fuego, incluyendo tres heridos. Así, la escuadra finalmente fondeo en Balcacura, cerca de San Carlos. Durante el combate, algunos realistas se hicieron a la mar en algunas lanchas cañoneras y alcanzaron a refugiarse en San Carlos, pero dos lanchas fueron alcanzadas por tres botes del Aquiles al mando del teniente Freeman Oxley. El teniente capturó una lancha, pero al intentar asaltar la segunda fue herido de muerte y sus hombres desistieron.
Freire esperaba que Quintanilla se rindiera, pero se mantuvo firme. La flota reembarcó y se dirigió al golfo de Quetelmahue, desembarcando en la bahía de Lechaga, desde allí atacarían la batería de Puquillahue, pero el mismo día cuando la María Isabel paso frente al fortín de Agüí a reunirse con el resto de la flota fue bombardeada. Blanco Encalada subió al barco y desatraco catorce lanchas y botes en la madrugada del 13 de enero. Capitaneadas por Guillermo Bell, la flotilla se dividió en dos columnas y atacó sorpresivamente a las cañoneras realistas frente a Ancud. El combate se saldó con un republicano muerto y diez heridos. Tres lanchas realistas fueron capturadas y otras tantas escaparon, rodeando la península de Ancud y llegando a Pudeto, donde Quintanilla las hizo hundir al día siguiente. La táctica chilena se dirigía a ganar el control del mar para restringir las posibilidades de los defensores, arrinconando a Quintanilla. Este movimiento obligaba al gobernador español a abandonar sus defensas para enfrentar la nueva amenaza, para entonces la moral de sus tropas estaba por los suelos.
El 14 de enero, tras reconocer personalmente las posiciones de Puquillahue, Freire y Borgoño estuvieron de acuerdo en que eran demasiado fuertes. Preferían atacar Pudeto, Blanco Encalada les ofreció un plan: Bell atacaría con lanchas mientras los soldados atacaban Pudeto desde tierra. Las lanchas eran cuatro, capturadas a los realistas durante las operaciones previas y con dos cañones cada una. Fue aceptado y tras menos de una hora de combate, los realistas se retiraron a Bellavista, en el camino entre San Carlos y Castro, siendo atacada el día siguiente esta posición por el ejército republicano, impidiéndole a sus enemigos hacerse fuertes en esa sólida posición. Quintanilla tenía cuatro cañones en las alturas, pero el ataque de las dos compañías de granaderos al mando del sargento mayor Guillermo Tupper obligó a los realistas a retirarse a Castro mientras la compañía de cazadores del coronel Nicolás Maruri consiguió conquistar varias zonas alrededor de San Carlos. Bell siguió con su flotilla por la costa, atacando todos los fortines y baterías que encontró a su paso. Detrás de él venía la escuadra que, en el atardecer, entró en el muelle de San Carlos y el ejército entraba por tierra en la ciudad. Los republicanos no dejaron de perseguir a las tropas enemigas desbandadas hasta la llegada de la noche. Al finalizar la campaña los patriotas contabilizaban 121 bajas entre muertos y heridos y los realistas tres o cuatro veces mayor número de bajas, más prisioneros y la dispersión del resto. El fuerte de Agüí, la única defensa que no fue tomado por la dificultad que significaba, había sido cercado siendo intimada su rendición la que se efectuó al siguiente día ante toda imposibilidad de vencer.
Por su parte, Quintanilla se retiró al interior de la isla con algunas tropas para intentar reorganizarse y seguir la lucha, pero sus tropas cansadas de tanta lucha e insubordinadas por esta razón impidieron esto, obligando al gobernador español a obtener una rendición honrosa. El 16 envió un emisario y se prometieron cuatro días de tregua. Mientras tanto, los expedicionarios ocupaban una vacía San Carlos, aunque pronto sus habitantes regresaron. De esta manera el dominio realista en Chiloé llegaba a su fin.

Las tres defensas numantinas de San Juan, El Callao y Chiloé son un digno broche de la brillante historia de unas unidades injustamente olvidadas.

## Consecuencias

### Tratado de Tantauco
El 18 de enero de 1826 se firmaba el Tratado de Tantauco, el archipiélago de Chiloé quedaba bajo soberanía chilena y Quintanilla con algunos de sus oficiales y soldados pudo reembarcarse de vuelta a España. Firmaron Antonio Pérez y Saturnino García en representación del gobernador Quintanilla y Pedro Palazuelos con Francisco Gana en representación de Freire. Se establecía que los chilotes pasaban a ser ciudadanos chilenos, con los mismos derechos y deberes que el resto de sus compatriotas, los derechos y propiedades de los vencidos serían respetados y se entregaría a la fuerza expedicionaria todas las armas, municiones y distintivos. El 19 de enero fue ratificado por Freire. Tres días más tarde, se juraba la independencia de Chiloé y el día 31 se le incorporaba mediante Decreto Supremo como una provincia más. Junto con la rendición de la fortaleza del Real Felipe, en el Callao, significó la caída de las últimas posiciones realistas en América del Sur. El 30 de agosto, sobre la base de los territorios recientemente adquiridos, se creaba la provincia de Chiloé. El tratado era bastante prometedor, pareciendo más un acuerdo entre Freire y un pueblo soberano para integrarse a Chile que una imposición de conquistadores a conquistados, satisfacía los intereses de los pobladores. Además, permitía a los españoles residentes el instalarse definitivamente y conservar sus propiedades o poder volver en paz a España. Solo ocho oficiales con sus familias eligieron al última opción. La mayoría de los peninsulares refugiados en la isla ya habían vuelto a Europa en los años anteriores. Obviamente, a Freire le interesaba demostrar a los chilotes que ser chilenos podía ser más beneficioso que mantenerse españoles. Los años siguientes se demostrarían decepcionantes. Las autoridades chilenas enviaron siempre gobernadores militares preocupados de fortalecer militarmente sus posiciones y adoctrinar a la gente para impedir todo levantamiento contra la república.
El esfuerzo y sacrificio demostrado por los chilotes en defensa de su rey tiene pocas comparaciones a escala continental. Barros Arana destaca que con los pocos recursos de su archipiélago, los realistas isleños pudieran enfrentarse por largos años al movimiento revolucionario de Santiago, que muchas veces controló la mayoría de los recursos del país. El historiador estadounidense Donald Enmet Worcester escribió: «pocas regiones hicieron mayores esfuerzos a favor del rey de España durante las guerras de independencia». El propio virrey La Serna escribió dos mensajes, fechados el 3 de abril de 1822, llamados A los jóvenes de Chiloé y A los habitantes de Chiloé, reconociendo sus aptitudes militares y el valor estratégico de la isla. Ambos no llegaron a los chilotes. En un informe al rey, Quintanilla expresó sus elogios a los isleños ese mismo año. Todos los soldados que participaron en la campaña recibieron pensiones vitalicias del Estado.
De esta manera, terminaba la guerra de independencia chilena al no quedar más fuerzas realistas que combatir. Las montoneras o guerrillas realistas al sur del río Biobío habían sido derrotadas en 1824, y los grupos sobrevivientes se habían convertido en bandidos que ya no luchaban por la causa del rey.

### Situación de Chile luego de la expedición y revuelta o’higginista fracasada en Chiloé

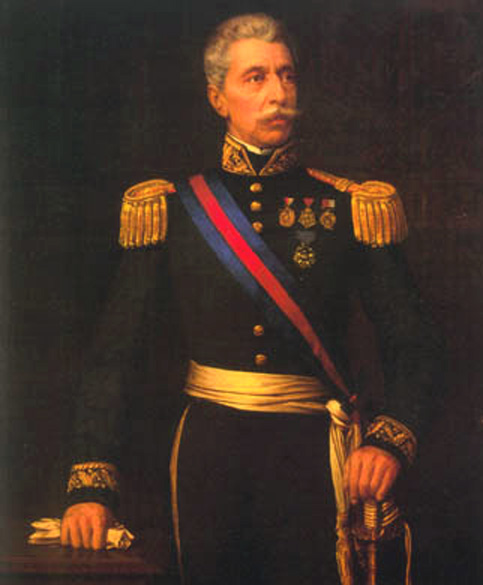
Coronel José Santiago Aldunate y Toro.

El 30 de enero de 1826, el grueso de la tropa expedicionaria chilena se reembarcaba con rumbo al continente, dejando una pequeña guarnición de los soldados del batallón N.º 4 al mando del coronel Santiago Aldunate. Hubo muestras de júbilo en todo Chile al saberse la noticia. El 18 de febrero se premiaba por decreto con condecoraciones a los jefes y oficiales del Ejército Libertador de Chiloé. Los buques de guerra Independencia, Galvarino y Chacabuco pasaron por Valdivia, Talcahuano y Valparaíso siendo recibidos triunfalmente. Sin embargo, según Francisco Antonio Encina, aún había un fuerte sentimiento realista en la región. Habría bastado para España una expedición de cuatro barcos y mil hombres para reconquistar la isla y reiniciar el conflicto. Afirmación un tanto exagerada si se tiene en cuenta lo arruinada que había terminado Chiloé, más de 2000 hombres habían perdido su vida en más de una década de guerra constante. Los gastos de la expedición dejaron casi vacías las arcas del Estado de Chile, debiéndose pedir un préstamo de 50 000 pesos y venderse los buques, a excepción de la Lautaro, la Galvarino y la Moctezuma, que por su mal estado se desguazaron. Tan rápidamente como había aparecido, el poderío naval chileno desaparecía. El mismo poderío que Chile había conseguido por su cuenta, con un limitado aporte de Buenos Aires, para luego dominar el Pacífico sur y usado corsarios para destruir la flota mercante española o detener los convoyes con refuerzos realistas que pudieron cambiar el curso de la guerra.
El 3 de mayo, el coronel Pedro Martínez de Aldunate y Toro, nieto del famoso conde de la Conquista, contacto a su hermano, el gobernador Santiago, en nombre de O’Higgins. Estando exiliado en Perú, el antiguo gobernante chileno se había puesto bajo el servicio de Bolívar para servir a la independencia americana y conspiraba para volver al poder con su apoyo. Bolívar le había prometido 4000 soldados para ayudarle a volver al poder como su aliado, aprovechando la crisis y el caos en que estaba sumergido Chile. O’Higgins esperaba encontrar un fuerte apoyo popular. En la noche, Pedro Aldunate y el mayor Manuel Fuentes, que fue jefe de la artillería durante la campaña, pusieron en armas a la guarnición de la isla y arrestaron al gobernador y los oficiales que se negaban a secundarlos. Dos días después, Santiago Aldunate era enviado en un buque anclado en la bahía de San Carlos a Valparaíso y Fuentes publicaba varios bandos convocando a elecciones para toda la provincia, similares a los ocurridos en Coquimbo y Concepción en rechazo de las autoridades de Santiago, acusando al gobierno de robar o malgastar los dineros llegados como préstamos desde Londres, disolver injustificadamente los tres cuerpos legislativos, destierro del obispo santiaguino José Santiago Rodríguez Zorrilla y abandonar la «causa americana», es decir, no prestar más apoyo al esfuerzo bélico de Bolívar. Se terminaba anunciando el regreso de O'Higgins a gobernar por voluntad popular.
El 12 de mayo se reunió la asamblea provincial, declarándose que: «El archipiélago de Chiloé se declara libre e independiente de las demás provincias de la República de Chile hasta un Congreso General, cuyas deliberaciones no se tercien por la sugestión ni las amenazas, restablezca la unión bajo sólidas bases y una constitución liberal». O'Higgins era reconocido como jefe de Estado y gobernaría acorde a la Constitución Provisoria para el Estado de Chile de 1818. El mayor Fuentes era nombrado gobernador y el coronel Aldunate volvería a Perú a informar a O'Higgins. Fuentes inmediatamente intenta contactar con las autoridades valdivianas para sumar su provincia al alzamiento. El gobernador interino de Valdivia, Miguel Cosme Pérez de Arce Henríquez, llamó al cabildo de la plaza y unánimemente se decidió rechazar la oferta. Esto desmoralizó mucho a los cabecillas de la revuelta. Pero hubo un pequeño motín en Osorno, aunque no sobrevivió mucho tiempo.
Corría el 28 de mayo cuando las noticias llegaron a la capital del país, el sargento mayor Jerónimo José Valenzuela, comandante interino del batallón N.º 4, que guarnecía la isla, se fugó en el bergantín Levante y llegó a San Antonio, luego a Valparaíso y finalmente Santiago. El gobierno no tenía barcos con que someter la revuelta inmediatamente, así el ministro del interior, Ventura Blanco Encalada, mando un circulante a los demás gobernadores de provincia, pidiéndoles prevenir cualquier intentona revolucionaria. Luego, Freire publicaba dos proclamas, una a los pueblos de Chile y otra a los chilotes, acusando a O'Higgins de ser un «segundo Tiberio». Además, se daba de baja a los generales O'Higgins y José Ignacio Zenteno. Entre tanto, el exgobernador Santiago Aldunate llegaba a Valparaíso en el bergantín Livonia el 2 de junio desde San Carlos e informaba de lo sucedido; sometido a juicio, fue rápidamente absuelto de toda responsabilidad o sospecha el día 9.
Se reunieron apenas 250 soldados en Valparaíso, veteranos de la campaña chilota, al mando del coronel Santiago Aldunate, y como segundo de este iba el gobernador de Valdivia, el coronel Ramón Picarte. Se embarcaron en el bergantín Aquiles y el transporte Resolución, buques que iban al mando del capitán Wooster, zarpando el 24 de junio. Tras navegar con mal tiempo, llegando a separarse el 27 de junio; el 9 de julio se reunieron en la punta de Huechucuicui. El 11 de julio desembarcaron en las inmediaciones de San Carlos, ahí el capitán de puerto, John Williams Wilson, se acercó a la Resolution en una lancha y les informó del poco apoyo a la revuelta y que sus dirigentes estaban desmoralizados por no recibir ayuda desde Perú u otras provincias. Con un buen tiempo, el día 13 la flotilla fondeó en la isla de Lacao. Durante la noche desembarcó el ahora teniente coronel Tupper con 100 soldados y atacaron por la retaguardia las dos baterías que los rebeldes tenían cerca de ahí. Fue el único combate de la campaña, cuatro defensores fueron heridos y se tomaron como prisioneros a 2 o 3 oficiales y 30 o 40 soldados y milicianos. Aldunate despachó a Williams en una lancha a Castro y pequeños destacamentos al continente para cortar toda comunicación de los rebeldes con Osorno. Muchos jefes de milicia y oficiales veteranos se mostraron arrepentidos por la rebelión, incluidos el coronel Fermín Pérez y el sargento mayor Manuel Velázquez, que el año anterior se habían comprometido en una rebelión contra las autoridades realistas y auxiliado a la segunda expedición de Freire. Muchos chilotes se habían sumado inicialmente a la rebelión creyendo que era un movimiento realista, pero al constatar que no lo era desertaron.
Con estas incorporaciones, Aldunate se preparaba para tomar San Carlos por asalto pero no fue necesario. La guarnición de Agüi se sublevó el día 16, arrestando al día siguiente a los oficiales que se acercaron al castillo sin saber de la sublevación. Por ser el depósito de armas y municiones de San Carlos, los rebeldes quedaban sin recursos para seguir resistiendo. Aldunate envió un destacamento a ocupar el castillo y la batería de Balcacura. El 19 de julio, Fuentes y los oficiales que aún dominaban la plaza ofrecieron su capitulación con el apoyo del cabildo local, su única condición era obtener la amnistía de Freire. Al día siguiente, Aldunate entraba en la ciudad. Un piquete de soldados quedó en Osorno para poner fin a las alteraciones. Con el archipiélago en orden, Aldunate envió a sus hombres de vuelta a Valparaíso, dejando apenas dos compañías como guarnición y trato con total consideración a los prisioneros. El batallón N.º 4, formado por dos compañías de granaderos, principalmente negros veteranos, fue licenciado. El coronel Santiago Aldunate fue nombrado brigadier. El gobierno de Freire llegó a su fin en julio de ese año.
Entre tanto, Pedro Aldunate había salído de San Carlos el 14 de mayo y llegaba a Pisco el 6 de junio a informar a O'Higgins. El general exiliado creyó que el movimiento no era un simple «motín de cuartel» sino una revolución a su favor; Aldunate creía que ya se habrían sumado Valdivia y Concepción al alzamiento. Rápidamente se intenta informar a Bolívar de los sucesos para obtener su apoyo. Sin embargo, entre los mismos chilenos exiliados en Lima fue difícil encontrar apoyo. La verdad es que los revolucionarios estaban prácticamente aislados. O'Higgins solo podía hacer proclamas llamando a una revolución a su favor para poner fin al caos político que se sucedía en el país desde su caída, en enero de 1823. Se esperaba su retorno en la fragata de guerra peruana Prueba. El 12 de agosto llegaba la noticia al Callao de que la revuelta estaba sometida. Estas intentonas ensombrecieron las relaciones entre Lima y Santiago, se acusaba al gobierno peruano de intentar «desunir la familia chilena y preparar revueltas interiores en Chile, estimulando las rivalidades provinciales». Se acusaba a Bolívar de preparar un ejército numeroso y buques de guerra para restaurar el gobierno de O'Higgins. En respuesta a tal amenaza, el ejército regular fue elevado por el Congreso a 5000 hombres el 7 de agosto, lo que equivalía a duplicar los gastos militares estatales. El coronel Pedro Aldunate terminaría sus días en Perú.

### Proyecto frustrado para reconquistar Chiloé
En octubre de 1823, Fernando VII de España había sido restablecido como monarca absoluto, acabando con el Trienio liberal que se había creado luego de la Revolución de 1820. Todo esto gracias a la intervención del ejército francés de los Cien Mil Hijos de San Luis, bajo los auspicios de la Santa Alianza. Con su restauración, Fernando empezó a realizar proyectos para enviar fuerzas a América y reconquistar los territorios, donde sus partidarios cada vez decaían, mientras que las nuevas repúblicas americanas se afianzaban.
Es en este contexto en que Cecilio de Álzaga, un fiel comerciante realista oriundo de Buenos Aires y radicado en Cádiz, había presentado al monarca en diciembre de 1826 un proyecto de recuperación de Chiloé que no fue tomado en ese momento. Álzaga insistió al rey en este proyecto el 10 de julio y el 7 de diciembre de 1827, a través del Ministerio de Marina, señalando que se debería enviar para la recuperación de la isla: «dos mil hombres armados, tres mil fusiles, sesenta o más piezas de artillería y tres bergantines de guerra de sobresaliente andar y mandados por marinos de acreditado valor y suficiencia», y pidiendo en esta ocasión que se lo autorizara «en lo político y militar» para dirigir a las milicias de Chiloé. Esta fuerza atendería a las demandas de auxilio efectuado por los isleños en una carta el 10 de julio del año anterior.
El monarca, por las insistencias, pediría los antecedentes del proyecto de Álzaga el 28 de noviembre de 1828, para estudiar el establecimiento de una compañía mercantil titulada de Chiloé para tratar de recuperar algunas provincias de la América Meridional, y los proyectos de reconquista, documento en el que se dice que el exponente estaría sujeto a consideración por su calidad e influjo entre los emigrados locales.
En marzo de 1829, seguía sin tomarse alguna decisión respecto a ella. Finalmente no se realizó el proyecto de Álzaga. Aunque se cree que la aparición entre septiembre y octubre de 1827 en las costas del Pacífico sur de un corsario español llamado El Griego, armado con 18 cañones y comandado supuestamente por Mainery, fue obra suya.

### Primeras décadas del dominio chileno

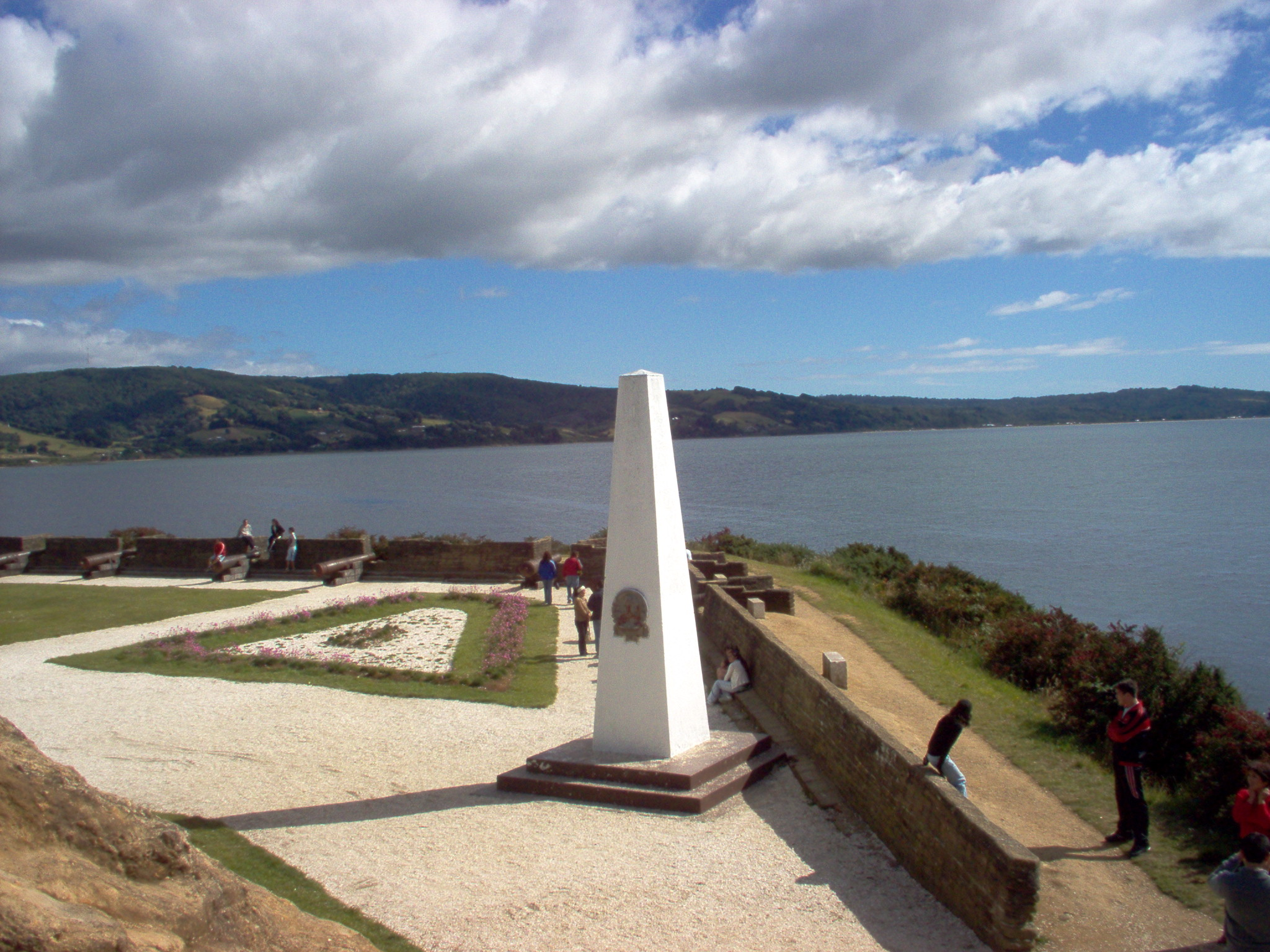
Fuerte San Antonio y obelisco en recuerdo de Antonio de Quintanilla y Santiago Aldunate.

La anexión de Chiloé significó el contacto permanente entre dos culturas hasta entonces apenas vinculadas: «una continental y la otra de corte insular, de hecho, Chiloé se integra a Chile». Se inicia un rápido proceso de «chilenización», siguiendo directrices de corte centralista emanadas de Santiago. Aldunate fue el primer gobernador de la provincia, quedando a cargo de ella entre enero de 1826 y finales de 1829, recorriéndola personalmente y ganando el apoyo de la población. Entre sus primeras medidas estuvieron formar una junta de sanidad y resguardar los puertos, todo para que estuvieran operativos -algo clave, ya que San Carlos había ganado su importancia como punto de paso en las rutas de comercio en la zona-. Poco después, el gobierno central enviaría ayudas económicas para ganar el favor de los isleños. Con el paso la antigua lealtad al rey fue desvaneciéndose y se vio un mayor beneficio en ser chileno que español, sin embargo, la isla siguió presentando problemas por el aislamiento, causando negativas de los militares de ir a guarnecerla y la ruina económica no encontró fin. Para los años 1840 los isleños habían desarrollado una cultura para sobrevivir e intentar progresar con los pocos recursos estatales recibidos.
Respecto de la educación, en enero de 1827 el intendente general Aldunate hizo levantar un censo, cuya exactitud fue confirmada por otro realizado al año siguiente. Entre los resultados estaba que la población era de 42 309 personas, incluyendo 7604 niños entre 7 y 15 años, de los que 3511 iban a la escuela en 1827 y 4606 en 1828. En otras palabras, cerca del 50% de los niños de la aislada y atrasada provincia recibían educación, en cambio, en Santiago solo el 10%, probablemente parte del precio de la guerra de independencia para el Chile continental.
Una vez lograda la incorporación de Chiloé, la naciente república concentró sus esfuerzos en la consolidación del estado nacional, dejando la entonces provincia virtualmente en el olvido. Los chilotes no se integraron mayormente a la república en formación, y siguieron viviendo como siempre lo había hecho. Según Nicasio Tangol, «tal indiferencia de los conquistados tenía una razón telúrica: al chilote no le atraía el continente», todo su mundo estaba en su archipiélago y desde este al extremo sur. Similar postergación vivió Valdivia.

Todavía más recientemente se ha reconocido que la empresa monárquica fue una empresa sureña, y dentro de ello chilota y valdiviana. Las nuevas historias regionales han puesto de relieve que la construcción republicana fue una tarea del Valle Central, núcleo de la identidad dura del país, y que las regiones realistas sufrieron por esto una grave postergación hasta que en el caso de Valdivia se trajeron los emigrantes alemanes, mientras se dejaba en su sueño colonial a Chiloé.

El principal cambio se dio en 1827 con el nuevo ordenamiento provincial, la isla quedaba fusionada a Valdivia en una sola entidad y la capital del archipiélago se trasladaba a Castro. Esto significaba también una mayor financiación por el Estado central, el mantenimiento del aislamiento y el derecho de colonizar por su cuenta las regiones más al sur. Las provincias se dividieron en curatos, algo irónico fue que una región famosa por su fuerte catolicismo en los años siguientes hubo quejas por la falta de sacerdotes para todas las parroquias. Al Estado no le intereso solucionar el problema, los sacerdotes podían reanimar los sentimientos monárquicos entre los isleños. En cambio, hubo preocupaciones continuas por la sanidad de los puertos por donde pasaban las rutas comerciales.
En Chile, entre 1830 y 1837, los conatos de rebelión aumentaron gradualmente. En mayo de 1830, una asamblea provincial reconoció la autoridad del gobierno conservador triunfador en la guerra civil. Aunque exigió por largo tiempo el derecho a decidir sobre los asuntos locales. Durante el gobierno asambleísta -todo Chile entonces estaba sumergido en el caso- la isla vivió una experiencia bastante democrática para la época se la dividió en seis provincias y hubo un acatamiento de las leyes de la república. El 3 de junio de 1834 se celebraron elecciones de los senadores y diputados que debían representar a Chiloé en el Congreso, la alta concurrencia para esos tiempos parece indicar que los chilotes ya estaban integrados dentro del país.
A inicios de 1836, Freire y otros pipiolos exiliados en Perú tras la batalla de Lircay, que se libró durante la guerra civil chilena de 1829-1830, planearon navegar sobre Chiloé, ir sobre La Frontera (zona entre Chillán y Los Ángeles), contactar a los oficiales del ejército del Sur y sublevarlos y avanzar sobre el centro del país. Con ayuda del gobierno de Andrés de Santa Cruz, Freire reunió en el Callao 100 soldados, 80 tercerolas, 16 chuzos y 18 cañones de marina y los embarcó en la fragata Monteagudo y el bergantín Orbegozo. Irían a San Carlos a conseguir más armas en los castillos de sus alrededores y contactarían a los jefes del ejército sureño -coroneles Bernardo Letelier Salamanca, José Antonio Vidaurre y Ramón Boza, este último intendente interino de Concepción cuando dicha urbe fue destruida por el terremoto del 20 de febrero de 1835-. Freire llegó en el Orbegozo a San Carlos, ocupó la ciudad y el castillo de Agüi sin resistencia el 2 de agosto. Pero parte de la tripulación de la Monteagudo, partidarios del gobierno chileno, se sublevaron el 6 de julio y la llevaron a Valparaíso, dando aviso al gobierno sin que Freire supiera de este suceso. El gobierno chileno envió al teniente coronel Fernando Cuitiño con destacamentos a Chiloé bajo bandera rebelde para engañar a Freire. Al llegar a San Carlos de noche, Freire le creyó amigos y fue a recibirlos, pero fue arrestado, poniéndose fin al movimiento el 7 de agosto. Tras estos actos, en Chile aumentaría la represión contra la oposición.
Un caso interesante fue lo sucedido con uno de los rasgos más distintivos del archipiélago. Los indios que originalmente poblaban la comarca hablaban el veliche, dialecto del mapudungun, siendo adoptado por los españoles ahí instalados. El bilingüismo es dominante hasta el siglo XVIII cuando se producen una serie de ordenanzas reales para hacer obligatoria la enseñanza del castellano de parte de los religiosos. Finalmente, en 1767 los jesuitas son expulsados y reemplazados por los franciscanos con la orden de usar el veliche solo para confesiones. El proceso se hizo aún más drástico en 1771, al llegar las noticias de la Real cédula del 16 de abril de 1770 en que se prohibían las lenguas indígenas (parte de las reformas borbónicas), sin embargo, esta orden no fue muy efectiva y al llegar 1826 aun existía un bilingüismo bastante equilibrado entre indios y mestizos. A partir de entonces, las autoridades republicanas solo permitieron el uso del castellano en la enseñanza, la administración pública y en actividades religiosas como parte de un esfuerzo de homogeneización cultural, consiguiendo que a finales del siglo XIX que solo algunos ancianos hablaran el veliche en zonas apartadas como Cucao o las islas del interior.
El proceso de aculturización de los indígenas chilotes continuó avanzando durante la centuria. La secretaría del gobernador provincial estimó en 1832 que sólo un tercio de la población eran considerados aborígenes. Charles Darwin visitó el archipiélago en 1834, relató que la mayoría de la población eran mestizos pero aún once mil conservaban «su nombre de familia de indio, aunque es lo probable que en su mayoría no sean ya de raza india pura». También mencionaba que su forma de vida era exactamente la misma que el resto de los isleños y todos eran cristianos, distinguiéndose en el ámbito religioso porque aún celebraban ceremonias en cuevas donde «pretenden conversar con el diablo».
La incorporación de este territorio, y su población de diestros navegantes, permitió a Chile en 1843 asegurar la soberanía en el Estrecho de Magallanes que se veía amenazada por intereses extranjeros. Gracias a la hazaña de la goleta Ancud —que atravesó los mares, canales y fiordos australes en condiciones adversas hasta tomar posesión del estrecho y al posterior asentamiento de colonos chilotes—, se pobló de hecho el territorio magallánico, incorporando una región de 250 000 km², desde Chiloé al cabo de Hornos.